# Lijst van Amsterdammers
Deze lijst van Amsterdammers geeft een overzicht van personen die in de Nederlandse hoofdstad Amsterdam geboren of woonachtig (geweest) zijn, met een eigen artikel op de Nederlandstalige Wikipedia.

## Geboren in Amsterdam

### A
- Bertus Aafjes (1914-1993), schrijver
- Sijtje Aafjes (1893-1972), illustratrice, aquarelliste en pentekenares
- Willem Jan Aalders (1870-1945), theoloog
- Pepijn Aardewijn (1970), roeier
- Hans Aarsman (1951), fotograaf en schrijver
- Jan van Aartsen (1909-1992), politicus en minister
- Carry Abbenhues (1949), politica en burgemeester
- Nabil Abidallah (1982), voetballer
- Simon Abramsz (1867-1924), kinderboekenschrijver
- Jessica de Abreu (1989), antropoloog en oprichter van The Black Archives
- Thomas Acda (1967), acteur en zanger
- Sabir Achefay (1995), voetballer
- Hicham Acheffay (2000), voetballer
- Elton Acolatse (1995), voetballer
- Henriëtte Addicks (1853-1920), schilder
- Wim Addicks (1896-1985), voetballer
- Ina Adema (1968), politica, CvdK in Noord-Brabant
- Janny Adema (1922-1981), atlete
- Martha Adema (1922-2007), atlete
- Nana Adjoa (1991), singer-songwriter en multi-instrumentalist
- Willem Adolfs (1903-1945), schilder
- Co Adriaanse (1947), voetballer en voetbaltrainer
- Adriaan Adriaansen (1943-2019), acteur
- Leo Adriaenssen (1945-2012), historicus
- Ben Aerden (1910-1988), acteur
- Pieter Aertsen (1508-1575), kunstschilder
- Stella Agsteribbe (1909-1943), gymnaste
- Cris Agterberg (1883-1948), beeldend kunstenaar
- Derek Agyakwa (2001), voetballer
- Achmed Ahahaoui (1983), voetballer
- Oussama Ahammoud (2000), acteur
- Anass Ahannach (1998), voetballer
- Soufyan Ahannach (1995), voetballer
- Liesbeth Aiking-van Wageningen (1928), politica
- Tahir Akhamrame (1983), voetballer
- Ismail Akhnikh (1982), crimineel
- Jan Akkerman (1946), muzikant
- Sanguita Akkrum (1982), actrice en zangeres
- Akwasi (1988; volledige naam Akwasi Owusu Ansah), rapper
- Esmaa Alariachi (1979), presentatrice en televisiepersoonlijkheid
- Gale Bruno van Albada (1912-1972), astronoom
- Lydia Albadoro (1972), schrijfster en illustratrice
- Catharina Alberdingk Thijm (1848-1908), schrijfster en sociaal werkster
- Joseph Alberdingk Thijm (1820-1889), schrijver, uitgever, hoogleraar en kunstcriticus
- Paul Alberdingk Thijm (1827-1904), historicus, auteur en hoogleraar
- Ton Albers (1923-2017), kunstenaar
- Carré Albers (1995), (stem)actrice
- Willeke Alberti (1945), zangeres en actrice
- Willy Alberti (pseudoniem van Carel Verbrugge, 1926-1985), zanger en acteur
- Carel Alberts (1927-2006), muzikant Cocktail Trio
- Koos Alberts (1947-2018), zanger
- Yoeri Albrecht (1967), journalist; directeur van cultureel centrum De Balie
- Gerald Alders (2005), voetballer
- Fons Aler (1896-1981), militair en ondernemer
- Jan Aler (1910-1992), hoogleraar esthetica en cultuurfilosofie
- Arnold Aletrino (1858-1916), schrijver van Sefardische afkomst
- Abraham Alewijn (1664-1721), toneelschrijver
- Erol Erdal Alkan (1994), voetballer
- Mahir Alkaya (1988), politicus
- Pippa Allen (2000), actrice
- Soulyman Allouch (2002), voetballer
- Dirk Alma (1844-1906), burgemeester
- Jamie Altelaar (1999), voetbalspeelster
- Marie Altelaar (1917-2005), buurtactiviste
- Ernst van Altena (1933-1999), schrijver en dichter en vertaler
- Ferdinand van Altena (1936-2006), choreograaf
- Manon Alving (1923-2010), actrice
- Nabil Amarzagouio (1987), voetballer
- Martin van Amerongen (1941-2002), columnist, journalist en publicist
- Willeke van Ammelrooy (1944), actrice
- Jamal Amofa (1998), voetballer
- Herman Agatho des Amorie van der Hoeven (1829-1897), schaepmanniaans Tweede Kamerlid
- Kiki Amsberg (1939), auteur, televisieregisseur, journalist en programmamaker
- Greet van Amstel (1903-1981), beeldhouwster en schilderes
- Louis van Amstel (1972), Nederlands-Amerikaans stijldanser, choreograaf en danscoach
- Henk Anderiesen (1898-1980), voetballer
- Wim Anderiesen (1903-1944), voetballer
- Wim Anderiesen jr. (1931-2017), voetballer
- Djavan Anderson (1995), voetballer
- Levi Andoh (2000), voetballer
- Carlo Andreoli (1945), glaskunstenaar
- Hans Andreus (1926-1977), schrijver en dichter
- Cor Andriesse (1899-1964), voetballer
- Hermanus Angelkot (1688-1727), apotheker, dichter en toneelschrijver
- Kees d'Angremond (1939-2024), waterbouwkundige
- Kenneth Aninkora (1998), voetballer
- Edwin van Ankeren (1968), voetballer
- Hans Ankum (1930-2019), jurist en hoogleraar
- Caroline Ansink (1959), componiste en fluitiste
- Flory Anstadt (1928-2024), programmamaakster en televisieregisseuse
- Jarchinio Antonia (1990), voetballer
- Rodney Antwi (1995), voetballer
- Mitch Apau (1990), voetballer
- Esther Apituley (1958), altvioliste
- Martijn Apituley (1948), acteur
- Karel Appel (1921-2006), kunstschilder
- Max Appelboom (1924-2003), illustrator en televisieregisseur
- Hans Appenzeller (1949), edelsmid, sieraadontwerper
- Shane Arana Barrantes (1981), voetballer
- Architrackz (1992), producer, liedschrijver, rapper en presentator
- Bart Arens (1978), radio-dj en muziekproducent
- Armando (pseudoniem van Herman Dirk van Doodeweerd, 1929-2018), kunstschilder en beeldhouwer
- Maurits Aronson (1903-1989), reclameman
- Akwasi Asante (1992), voetballer
- Henk Asbeek Brusse (1901-1982), voetballer
- Josefine van Asdonk (1974), actrice en presentatrice
- Bob van Asperen (1947), klavecinist, organist, klavichordspeler en dirigent
- Abraham Asscher (1880-1950), politicus en diamantair
- Edward Asscher (1946), politicus
- Lodewijk Asscher (1974), politicus, vicepremier
- Eli Asser (1922-2019), tekstschrijver
- Tobias Asser (1838-1913), jurist en Nobelprijswinnaar (1911)
- Raymond Atteveld (1966), voetballer en voetbaltrainer
- Swami Atulananda (1870-1966), eerste westerling die tot monnik werd gewijd in de Ramakrishna Orde van India
- Tjeerd Aukema (1914-1989), voetballer
- Hendrick Avercamp (1585-1634), schilder
- Iwan Axwijk (1983), voetballer
- Lion Axwijk (1984), voetballer

### B
- Henri Baaij (1900-1943), voetballer en militair
- Herman Baanders (1876-1953), architect, ontwerper en ondernemer
- Mark Baanders (1997), verslaggever
- Tine Baanders (1890-1971), illustratrice, lithografe, grafisch ontwerpster
- Gonnie Baars (1947-2000), zangeres
- Johan Hendrik Baars (1875-1899), beeldhouwer
- Sergio Babb (1982), voetballer
- Janice Babel (1992), atlete
- Ryan Babel (1986), voetballer
- Irfan Bachdim (1988), voetballer
- Philip Johannes Bachiene (1814-1881), Thorbeckiaans Tweede Kamerlid
- Navajo Bakboord (1999), voetballer
- Reinier Cornelis Bakhuizen van den Brink (1810-1865), literatuurcriticus, filosoof en historicus
- Monsif Bakkali (1997), Nederlands-Marokkaans rapper
- Charles Bakker (1876-1957), kunstschilder
- Eddy Bakker (1954), voetballer
- Edwin Bakker (1964), voetballer
- Eshly Bakker (1993), voetbalspeelster
- Henk Bakker sr. (1940-2008), politicus
- Justin Bakker (1998), voetballer
- Klaas Bakker (1926-2016), voetballer
- Céline van Balen (1965-2023), fotografe
- Amanda Balk (1987), mediapersoonlijkheid en model
- Frida Balk-Smit Duyzentkunst (1929-2013), neerlandica
- Hetty Balkenende (1939), (synchroon)zwemster
- Radinio Balker (1998), voetballer
- Stans Balwé (1863-1954), schilderes en tekenares
- Piet Bambergen (1931-1996), acteur en komiek
- Michel Banabila (1961), muzikant
- Jaydon Banel (2004), voetballer
- Jan Bank (1940), geschiedkundige, journalist en politicus
- Adnan Barakat (1982), voetballer
- Barbara Barend (1974), sportpresentatrice
- Frits Barend (1947), presentator
- Sonja Barend (1940), tv-presentatrice
- Edda Barends (1942), actrice
- Barend Barendse (1907-1981), presentator, sportverslaggever
- Casparus Barlaeus (1584-1648), schrijver, dichter
- Sylvia Barlag (1954), atlete
- Benno Barnard (1954), dichter, toneelschrijver, vertaler, essayist
- Robbert Baruch (1967), politicus
- Leen Bartels (1932-2007), voetballer
- Tabe Bas (1927-2009), acteur
- Rob Bauer (1962), militair; commandant der Strijdkrachten 2017-2021
- Jo Bauer-Stumpff (1873-1964), schilderes
- Betty Bausch-Polak (1919-2024), Holocaustoverlevende
- Bets Bayens (1891-1965), schilderes
- Kiran Bechan (1982), voetballer
- Sheraldo Becker (1995), voetballer
- Karin Beek (1948), beeldhouwster
- Meta van Beek (1920-2021), nationaal ombudsvrouw 1973-1977
- Willibrord van Beek (1949), VVD-politicus
- Anthon Beeke (1940-2018), grafisch ontwerper
- Mary Beekman (1884-1957), actrice
- Hank Beelenkamp (1952), beeldhouwer
- Dick Been (1914-1978), voetballer
- Peter Beense (1963), zanger, cafébaas
- Jo Behrens (1928-2000), voetballer
- Hans Beijer (1948), acteur
- Pim Bekkering (1931-2014), voetballer
- Bertha Belinfante (1880-1933), celliste
- Daniël Belinfante (1893-1945), componist
- Frieda Belinfante (1904-1995), Nederlands-Amerikaans celliste en dirigente
- Martha Belinfante-Dekker (1900-1989), componiste en schrijfster
- Roy Beltman (1946-2005), muziekproducer
- Jacob Bendien (1890-1933), kunstschilder, tekenaar en kunstanalyticus
- Sara Benedicts (1861-1949), pianiste en muziekpedagoge
- Tamarah Benima (1950), journaliste, columniste en vertaalster
- Hadjar Benmiloud (1989), schrijfster, columniste
- Anwar Bensabouh (1999), voetballer
- Samir Ben Sallam (2001), voetballer
- Jan Benthem (1952), architect
- Roel Bentz van den Berg (1949), programmamaker en schrijver
- Dolf Benz (1908-1988), atleet
- Nol van Berckel (1890-1973), voetballer en rechter
- Thijs van Berckel (1928-2021), politicus
- Anthony Berenstein (1997), voetballer
- Carolien van den Berg (1953), actrice
- Nick van den Berg (1980), poolbiljarter
- Piet van den Berg (1945), voetballer
- Aaïcha Bergamin (1932-2014), Nederlandse transgenderpionier
- Henk Bergamin (1936-2019), politicus, voetbalbestuurder
- Alexander van Bergen (1959), acteur
- Anna Bergendahl (1827-1899), abolitioniste
- Chris Berger (1911-1965), atleet
- Elles Berger (1940), presentatrice, omroepster
- Hetty Berger (1920-1975), actrice
- Luciano van den Berg (1984-2005), voetballer
- Dave van den Bergh (1976), voetballer
- Hans van den Bergh (1932-2011), literatuur- en toneelwetenschapper en publicist
- Harry van den Bergh (1942-2020)), PvdA-politicus, voorzitter VluchtelingenWerk Nederland
- Herman van den Bergh (1897-1967), dichter en journalist
- Robbert van den Bergh (1913-1997), PvdA-politicus, wethouder
- Dennis Bergkamp (1969), voetballer
- Vera Bergkamp (1971), politica
- Sunny Bergman (1972), documentairemaker, filmregisseur, schrijver, scenarioschrijver, actrice, programmamaker en verslaggever
- Léon Bergsma (1997), voetballer
- Stella Bergsma (1970), zangeres, dichteres, romanschrijfster en columniste
- Steven Bergwijn (1997), voetballer
- Joop Berkhout (1930-2025), uitgever
- Lobke Berkhout (1980), zeilster
- Rudie Berkhout (1946-2008), Amerikaans holograaf
- Giorgio Berkleef (1986), voetballer
- Gerrit Cornelis Berkouwer (1903-1996), theoloog
- Hendrik Petrus Berlage (1856-1934), architect en stedenbouwkundige
- Dick Berlijn (1950), militair; Commandant der Strijdkrachten 2005-2008
- Helen Berman (1936; geb. als Hélène Julia Cohen), Nederlands-Israëlisch kunstschilderes en ontwerpster
- Bernadette (Kraakman) (1959), zangeres
- Sonja Bernd't (1938-2023), zangeres en sieradenmaakster
- Ron Berteling (1957), ijshockeyinternational
- Jan George Bertelman (1782-1854), componist
- Hanna Bervoets (1984), schrijfster, journaliste en columniste
- Petrus Best (1881-1960), Luitenant-generaal
- Liesbeth den Besten (1956), kunsthistorica
- Frederik A. Betlem (pss. o.a. Freddy Hagers en Guus Betlem) (1905-1977), jeugdboekenschrijver
- Mohamed Betti (1997), voetballer
- Ernst van der Beugel (1918-2004), econoom, topfunctionaris, diplomaat en politicus
- Henk Beuke (1924-2013), burgemeester
- Bernard van Beurden (1933-2016), componist
- Jan van Beveren (1948-2011), voetbalkeeper, interlandspeler
- Wil van Beveren (junior) (1945), voetballer
- Tyjani Beztati (1997), kickbokser
- Michel Bezuijen (1966), politicus
- Rob Bianchi (1948), voetballer en hockeycoach
- Emir Biberoğlu (2001), voetballer
- Govert Bidloo (1649-1713), chirurgijn, anatoom, lijfarts, hoogleraar, toneelschrijver en librettist
- Nicolaas Bidloo (ca. 1674-1735), medicus en lijfarts
- Dick de Bie (1953-2023), Surinaams politicus
- Gerti Bierenbroodspot (1940), beeldend kunstenares en dichteres
- Pepijn Bierenbroodspot (1965), presentator, voice-over
- Ronny Bierman (1938-1984), actrice
- Pieter Biesboer (1944-2025), kunsthistoricus
- Jacob Willem van den Biesen (1797-1845), journalist en uitgever
- Jan van den Biesen (1836-1897), Schaepmanniaans Tweede Kamerlid
- Arie Bieshaar (1899-1965), voetballer
- Joop Bieshaar (1894-1961), voetballer
- Bram Biesterveld (1938-2025), acteur
- Bigidagoe (1997-2024), rapper en crimineel
- Jan Bijl (1906-1985), voetballer en voetbaltrainer
- Martine Bijl (1948-2019), actrice, zangeres, cabaretière, schrijfster
- Rinus Bijl (1913-1961), voetballer
- Hendrik Bijleveld (1885-1954), advocaat en politicus
- Hendrik Bijlmer (1890-1959), arts, fysisch antropoloog en Nieuw-Guinea-specialist
- Vincent Bijlo (1965), cabaretier
- Wim Bijmoer (1914-2000), illustrator, decor- en kostuumontwerper
- Bernard Bijvoet (1889-1979), architect
- Han Bijvoet (1897-1975), kunstenaar
- Willem Bilderdijk (1756-1831), dichter, geschied- en taalkundige en advocaat
- Stevie Bill (geboortejaar onbekend), zangeres en liedschrijver
- Valentijn Bing (1812-1895), schilder
- Fred Bischot (1948), voetballer
- Diego Biseswar (1988), voetballer
- Jordi Bitter (1994), voetballer
- Els Blaak-Schuitevoerder (1937-2024), politica
- Gaby Blaaser (1986), actrice, presentatrice
- Jan Blaaser (1922-1988), cabaretier, acteur, zanger
- Riny Blaaser (1920-2009), actrice
- Adriaan Blaauw (1914-2010), astronoom
- Wilhelmina Bladergroen (1908-1983), hoogleraar in de orthopedagogiek
- Ben Blaisse (1911-2006), schaatser en natuurkundige
- Paul Blanca (1958-2021), fotograaf
- Alex Blanchard (1958), bokser
- Ton Blanker (1960), voetballer
- Rinse Blanksma (1974), diskjockey
- Gerardus Leonardus Blasius (1627-1682), anatoom
- Bert Blauw (1951), voetballer
- Michael Bleekemolen (1949), autocoureur
- Ricardo Blei (1989), acteur
- Cor Blekemolen (1894-1972), wielrenner
- Daley Blind (1990), voetballer
- Andries Blitz (1890-1942), uitgever
- Jaap Bloem (1949), voetballer
- Jordi Bloem (1976), weerman
- Rein Bloem (1932-2008), dichter, criticus en cineast
- Adèle Bloemendaal (1933-2017), cabaretière, actrice, zangeres
- Anton Blok (1935-2024), antropoloog
- Henk Blok (1967), nieuwslezer
- Manja Blok (1964), eerste operationele vrouwelijke F-16-piloot
- Jan Blokker (1927-2010), schrijver, columnist, publicist, journalist
- Rob Blokzijl (1943-2015), informaticus, internetpionier, natuurkundige
- Eric Blom (1958), televisieregisseur
- Robin Blom (2005), voetbalspeelster
- Henk Blomvliet (1911-1980), voetballer
- Cornelis Frans Jacobus Blooker (1852-1912), arts en politicus
- Jon Bluming (1933-2018), vechtsporter, acteur
- Bnnyhunna (1998), multi-instrumentalist, muziekproducent en componist
- Myron Boadu (2001), voetballer
- Maria Boas-Zélander (1889-1943), schilder en tekenaar
- Kevin Bobson (1980), voetballer
- Nelly Bodenheim (1874-1951), illustratrice en tekenares
- Meindert Boekel (1915-1989), dirigent, componist
- Noah Boeken (1981), professioneel pokerspeler
- Mike Boelee (1990), voetballer
- Vivian Boelen (1956), radio- en televisiepresentatrice
- Jan de Boer (1898-1988), voetballer
- Kees de Boer (2000), voetballer
- Laura de Boer (1983), televisie-, film- en theateractrice
- Maik de Boer (1960), stylist
- Margreeth de Boer (1939), PvdA-politica, burgemeester
- Piet de Boer (1919-1984), voetballer
- Sacha de Boer (1967), presentatrice en fotografe
- Jan den Boer (1902-1944), voetballer
- Toon den Boer (1943), voetballer
- Michel Boerebach (1963), voetballer
- Saar Boerlage (1932), politica, activiste, wetenschapster
- Bobby Boermans (1981), regisseur van films, reclamespotjes en videoclips
- Thijs Boermans (1996), acteur
- Cintha Boersma (1969), volleybalspeelster
- Emiel Boersma (1980), beachvolleyballer
- Femke Boersma (1935), actrice
- Mimi Boesnach (1899-1982), actrice en zangeres
- Kai Boham (2003), voetballer
- Gé Bohlander (1895-1940), waterpolospeler
- Willy Bohlander (1891-1939), waterpolospeler
- Charles Boissevain (1842-1927), journalist en eigenaar van het Algemeen Handelsblad
- Daniël Boissevain (1969), acteur
- Mia Boissevain (1878-1959), malacologe en actief in de strijd voor vrouwenkiesrecht
- Walrave Boissevain (1876-1944), politicus
- Marike Bok (1943-2017), kunstschilderes en tekenares
- Bokke8 (= Anthony Swart) (1998), rapper
- Wilson Boldewijn (1975), presentator en verslaggever
- Loes Boling (1941), atlete
- Frits Bolkestein (1933-2025), (euro)politicus (VVD)
- Gerrit Bolkestein (1871-1956), politicus en minister (VDB)
- Mirjam Bolle-Levie (1917), holocaustoverlevende
- Jan Bomans (1885-1941), politicus (RKSP)
- Bert Bommels (1939-2024), journalist
- Laurens Bon (1980), jeugdacteur
- Maarten Bon (1933-2003), pianist en componist
- Vic Bonke (1940-2022), onderwijsbestuurder, politicus
- Andreas Bonn (1738-1817), arts, anatoom en chirurg
- Solomon Bonnah (2003), voetballer
- Chris de Bont (1951), historisch geograaf
- Bob Bonte (1929-1988), zwemmer
- Rik van den Boog (1959), directeur van Ajax
- Lennart Booij (1970), politicus, televisiemaker
- Bjørn Boom (1975), waterpolospeler
- Joeri Boom (1971), journalist en publicist
- Corrie ten Boom (1892-1983, VS), evangeliste en verzetsstrijdster
- Christiaan Bor (1950), violist
- Jan Bor (1946), filosoof en publicist
- Ferdinand Bordewijk (1884-1965), schrijver
- Peter Bording (1965), operazanger
- Louis Borel (1905-1973), acteur
- Bob van den Born (1927-2017), beeldend kunstenaar, striptekenaar
- Els Borst (1932-2014), D66-politica, minister
- Piet Borst (1934), arts-biochemicus, moleculair bioloog, columnist en hoogleraar
- Alie van den Bos (1902-2003), gymnaste
- Annie Bos (1886-1975), actrice
- Ben Bos (1930-2017), grafisch ontwerper
- Peter Bos (1950), acteur
- Piet Bos (1936-2023), radiopresentator en marktkoopman
- Ruud Bos (1936-2023), componist
- Peter te Bos (1950), muzikant en grafisch ontwerper
- Winnifred Bosboom (1929-2023), actrice
- Bart Bosch (1963), stemacteur, zanger
- Cor ten Bosch (1951), voetballer en voetbaltrainer
- Theo Bosch (1940-1994), architect
- Jeltje de Bosch Kemper (1836-1916), voorvechter van vrouwenrechten en medeoprichtster van de Algemeene Nederlandsche Vrouwenvereeniging 'Tesselschade'
- Jeronimo de Bosch Kemper (1808-1876), rechtsgeleerde, socioloog, econoom, historicus, Tweede Kamerlid
- Minca Bosch Reitz (1870-1950), beeldhouwer en schrijver
- Petra Boshart (1960), beeldhouwster
- Henriëtte Bosmans (1895-1952), componiste en pianiste
- Pieter Philip van Bosse (1809-1879), advocaat, minister, staatsraad
- Martin Bossenbroek (1953), historicus, publicist
- Hans Boswinkel (1935-1999), acteur en regisseur
- Carlo Boszhard (1969), presentator, acteur, tekstschrijver
- Dries Boszhard (1948), voetballer
- Ron Boszhard (1963), presentator, acteur, tekstschrijver
- Froukje de Both (1972), actrice
- Peter Bots (1942), roeier
- Bertus Botterman (1910-2001), acteur
- Bob Bouber, artiestennaam van Boris Blom (1935-2019), acteur, zanger en regisseur
- Herman Bouber (1885-1963), acteur en toneelschrijver
- Kauthar Bouchallikht (1994), politica, klimaatactiviste en publiciste (GroenLinks)
- Leo Boudewijns (1931-2025), directeur, platencoryfee, radioman, ontwerper en schrijver
- Ina Boudier-Bakker (1875-1966), schrijfster
- Jan Bouman (1706-1776), architect
- Matthias Bouman (1955), televisieregisseur
- Sophie Bouquet (2002), actrice
- Esaias Boursse (1631-1672), kunstschilder
- Dries Boussatta (1972), voetballer
- Mbark Boussoufa (1984), Nederlands-Marokkaans voetballer
- Willem Bouter (1936-2000), beeldhouwer
- Dik Boutkan (1950-2024), acteur
- Henk Bouwman (1926-1995), hockeyinternational
- Mies Bouwman (1929-2018), omroepster, televisiepresentatrice
- Lily Bouwmeester (1901-1993), actrice
- Wiesje Bouwmeester (1909-1979), actrice
- Mohammed Bouyeri (1978), moordenaar van Theo van Gogh
- Mano Bouzamour (1991), schrijver en columnist
- Wassim Bouziane (2006), Nederlands-Marokkaans voetballer
- Marian Boyer (1954-2013), actrice, schrijfster, regisseuse
- Jayden Braaf (2002), voetballer
- Kitty ter Braake (1913-1991), atlete
- Johan Braakensiek (1858-1940), kunstschilder, graficus en illustrator
- Bram Braam (1952), voetballer en voetbaltrainer
- Cor Brak (1910-1993), variétéartiest
- Nouchka van Brakel (1940), filmregisseur
- Ansje van Brandenberg (1933), actrice, cabaretière en presentatrice
- Jaap Brandenburg (1899-1957), communist, politicus en verzetsman tijdens de Tweede Wereldoorlog
- Ellis Brandon (1923-2024), Engelandvaarder
- Gerard Brands, pseudoniem van Gerard Bron (1934-2012), schrijver, dichter en journalist
- Ron Brandsteder (1950-2025), tv-presentator, zanger, acteur
- Jan Brasser (1912-1999), atleet
- Ronald Brautigam (1954), pianist
- Bredero (1585-1618), dichter
- Abraham Bredius (1855-1946), museumdirecteur en schilderijenverzamelaar
- Louis de Bree (1884-1971), toneelspeler, hoorspelacteur
- Margriet van Breevoort (1990), beeldhouwer
- Philo Bregstein (1932), schrijver en filmmaker
- Alex Brenninkmeijer (1951-2022), hoogleraar, jurist en Nationale Ombudsman
- Esmée de la Bretonière (1973), actrice
- Willem Breuker (1944-2010), componist, muzikant
- Dunya Breur (1942-2009), slaviste, vertaalster, schrijfster en activiste
- Hans Brian (1940-2022), sportverslaggever
- Karim Bridji (1981), voetballer
- André Brilleman (1959-1985), kickbokser
- Ellis van den Brink (1947), actrice
- Robert ten Brink (1955), presentator, acteur
- Christien Brinkgreve (1949), hoogleraar sociologie en publiciste
- Henri Brinkman (1908-1961), wis- en natuurkundige
- Isabelle Brinkman (1972), presentatrice, videojockey
- Brian Brobbey (2002), voetballer
- Dirk van den Broek (1924-2020), oprichter van de gelijknamige supermarktketen
- Joop van den Broek (1928-1979), glazenier
- Karel Henri Broekhoff (1886-1946), hoofdcommissaris van Amsterdam
- Jan Broekhuis (1901-1973; artiestennaam John Brookhouse McCarthy), componist
- Jan Broeksz (1906-1980), journalist, omroepvoorzitter en politicus
- Elizabeth Jeanne Broes (1795-1853), pianiste en componiste
- Suze Broks (1942-2017), danseres en actrice
- Cor Brom (1932-2008), voetballer en voetbaltrainer
- Ellie van den Brom (1949), schaatsster
- Frans Bromet (1944), programmamaker en cameraman
- Harry Bronk (1922-1996), acteur, regisseur
- Dyantha Brooks (1988), televisiepresentatrice
- Bernard Brouwer (1881-1949), rector magnificus, neuroloog
- Sasja Brouwers (1972), zangeres
- Ellen Brudet (1966), ondernemer
- Anouk van Brug (1992), politica
- Frans Brüggen (1934-2014), dirigent en musicus
- Kees ter Bruggen (1950), danseres, fotomodel en actrice
- Jacob Bruggink (1801-1855), kunstschilder
- Bert Brugman (1896-1992), poppenspeler
- Joost Brugman (1930-2025), poppenspeler en organist
- Hendrik Brugmans (1906-1997), politicus
- Koert-Jan de Bruijn (1976), acteur, presentator
- Benja Bruijning (1983), acteur
- Tina de Bruin (1975), presentatrice, cabaretière
- Tonny Bruins Slot (1947-2020), voetbaltrainer en -analist
- Toon Bruins Slot (1913-1979), voetballer en voetbaltrainer
- Johan Bruinsma (1927-2017), hoogleraar plantenfysiologie
- Klaas Bruinsma (1953-1991), drugsbaron
- Brutus (1983), rapper
- Wim Bruyn (1917-2008), socioloog, publicist en politicus
- Peter van Bueren (1942-2020), filmcriticus
- Joost Buitenweg (1967), acteur
- Hans Bulte (1937), burgemeester, politicus
- Jack Bulterman (1909-1977), muzikant, arrangeur, componist, kinderboekenschrijver en tekstschrijver
- Eric van der Burg (1965), politicus
- Dionijs Burger (1892-1987), wis- en natuurkundige en schrijver
- Joop Burgers (1940), voetballer
- Piet Burgers (1932-2015), voetballer
- Delano Burgzorg (1998), voetballer
- Ellen Burka (1921-2016) Nederlands-Canadees kunstschaatsster en coach
- Petra Burka (1946), Nederlands-Canadees kunstschaatsster
- Marten Burkens (1934-2022), jurist en politicus
- Johannes Burman (1706-1779), arts, botanicus
- Ann Burton (1933-1989), jazz-zangeres
- Kees Buurman (1936-2007), radiojournalist en -programmamaker
- Cor du Buy (1921-2011), tafeltennisser

### C
- Tony Cabana (1957-2012), zanger en horecaondernemer
- Moritz Calisch (1819-1870), kunstschilder
- Cora Canne Meijer (1929-2020), operazangeres
- Abraham Capadose (1795-1874), medicus, schrijver
- Herman van Cappelle (1825-1890), arts, referendaris en geneeskundig inspecteur
- Willem van Cappellen (1889-1976), hoorspelacteur en -regisseur
- Maup Caransa (1916-2009), ondernemer, onroerendgoedhandelaar, miljonair
- Lucella Carasso (1972), journaliste en radiopresentatrice
- Fie Carelsen (1890-1975), actrice
- Mirano Carrilho (1975), voetballer
- Dai Carter (1989), oud-commando speciale operaties, televisiepersoonlijkheid, spreker en schrijver
- Charlene de Carvalho-Heineken (1954), biermagnaat, miljardair
- Jonas Castelijns (1971-1997)
- Henk ten Cate (1954), voetballer en voetbaltrainer
- Caza (1992), hiphopartiest
- Don Ceder (1989), advocaat en politicus
- Rob Cerneüs (1943-2021), beeldhouwer
- Leontien Ceulemans (1952-2022), actrice en presentatrice
- Mohammed Chaara (1980), acteur
- Christina Chalon (1749-1808), kunstenares
- Rodolphe le Chevalier (1777-1865), koopman, medeoprichter van de HIJSM
- Dylan Chiazor (1998), voetballer
- Chivv (1995), rapper
- Cho (Giovanni Rustenberg, 1993), rapper
- Kees Christiaanse (1953), architect en stedenbouwkundige
- Iason Chronis (1980), deejay en platenproducer
- Sarah Chronis (1986), actrice
- Haesje Claes (1475 - vóór 1544)), vermoedelijke grondlegster van het Amsterdamse Burgerweeshuis
- Elizabeth de Clercq (1882-1960), directrice van Openbare Leeszaal Utrecht
- George Clifford III (1685-1760), koopman en bankier
- Gerard George Clifford (1779-1847), advocaat, Tweede Kamerlid
- Paul Cliteur (1955), jurist, filosoof en politicus
- Frans Coenen (1866-1936), schrijver
- Dick Cohen (1960), (musical)acteur
- Fré Cohen (1903-1943), Nederlands-Joods grafica en tekenares
- Marcus Cohen (1877-1921),biljarter
- Alkan Çöklü (1994), acteur en presentator
- René van Collem (1961), drummer
- Simon van Collem (1919-1989), journalist, filmrecensent
- Paul Collin (1883-1968), zanger en cabaretier
- Denzel Comenentia (1995), atleet
- Charles van Commenée (1958), atletiekcoach en sportbestuurder
- Sylvano Comvalius (1987), voetballer
- Thera Coppens (1947), schrijfster
- Rita Corita (= Hendrika Sturm) (1917-1998), actrice en zangeres
- Paulien Cornelisse (1976), schrijfster, cabaretière, columniste
- Eefke Cornelissen (1937-2005), fluitist, beeldhouwer, medailleur
- Hans Cornelissen (1956), acteur
- Samuel Senior Coronel (1827-1892), arts
- Cor Coster (1920-2008), zakenman, voetbalmakelaar
- Henk Couprie (1930-2024), politicus en militair
- Nelly Court (1882-1937), kunstschilder
- Fresia Cousiño Arias (1991), televisiepresentatrice
- Wessel Couzijn (1912-1984), beeldhouwer
- Ben Cramer (1947; geb. als Kramer), zanger, acteur
- Ivan Cremer (1984), beeldend kunstenaar
- Marie Cremers (1874-1960), beeldend kunstenares en dichteres
- Simon van Creveld (1894-1971), kinderarts
- Hans Croiset (1935), acteur, regisseur
- Odo Croiset (1915-2011) illegaal drukker
- Vincent Croiset (1972), acteur
- Mels Crouwel (1953), architect
- Mike Crouwel (1969), honkballer
- Wim Crouwel (1942), honkballer
- Estelle Cruijff (1978), actrice, presentatrice, ontwerpster en model
- Johan Cruijff (1947-2016), voetballer en voetbaltrainer
- Paul Crutzen (1933-2021), meteoroloog en Nobelprijswinnaar (1995)
- Gabriël Çulhacı (2003), voetballer

### D
- Dyron Daal (1983), voetballer
- Da van Daalen (1956), beeldhouwster, medailleur
- Muhlis Dağaşan (2004), voetballer
- Charlie Chan Dagelet (1986), actrice
- Mingus Dagelet (1997), acteur, presentator
- Tatum Dagelet (1975), actrice, presentatrice
- Jan Dahrs (1935-2024), voetballer en voetbaltrainer
- Dirk Dalens III (1688-1753), kunstschilder en decorateur
- Johannes van Dam (1946-2013), culinair journalist
- Mirjam van Dam (1970), zangeres
- Nicolette van Dam (1984), actrice, presentatrice
- Elly Dammers (1921-2009), atlete
- Charles Dankmeijer (1861-1923), kunstschilder
- Reinier van Dantzig (1986), horecaondernemer en politicus
- Rudi van Dantzig (1933-2012), choreograaf, balletdanser en schrijver
- Lea Dasberg (1930-2018), Nederlands-Israëlisch pedagoge
- Hans Daudt (1925-2008), politicoloog
- Bernard Davids (1895-1945), opperrabbijn
- Sanny Day (1921-2008), jazzzangeres
- Jim Deddes (1986), acteur en schrijver
- Otto Deden (1925-2025), organist, dirigent en componist
- Maurits Dekker (1896-1962), roman- en toneelschrijver
- Roxy Dekker (2005), zangeres
- Ferry van Delden (1892-1965), tekstdichter
- Lex van Delden (1919-1988), componist
- Lex van Delden (1947-2010), acteur
- Bernard Delfgaauw (1912-1993), filosoof, hoogleraar Rijksuniversiteit Groningen
- Jef Depassé (1943-2021), beeldhouwer
- Brigitte Derks (1966), actrice en choreografe
- Co Derr (1921-2011), beeldhouwer en ontwerper
- Johan Dessing (1965), politicus
- Joep van Deudekom (1960), acteur, cabaretier en televisiepresentator
- Boy Deul (1987), voetballer
- Hermine Deurloo (1966), mondharmonicaspeler en saxofonist
- Frans van Deursen (1962), acteur, zanger, schrijver, componist
- Cristina Deutekom (1931-2014), operazangeres
- Frédéric Devreese (1929-2020), Belgisch componist en dirigent
- Lien Deyers (1909-?), actrice
- Jan Deyman (1619-1666), chirurgijn
- Lodewijk van Deyssel (pseudoniem van K.J.L. Alberdingk Thijm, 1864-1952), schrijver (Tachtiger)
- Ineke Dezentjé Hamming (1954), VVD-politica, columniste
- Frank Diamand (1939), documentairemaker en dichter
- Taco Dibbits (1968), kunsthistoricus en museumdirecteur
- Gerard Diels (1897-1956), journalist en letterkundige
- Frieda van Diepen-Oost (1939), liberaal politica
- Alphons Diepenbrock (1862-1921), componist
- Joanna Diepenbrock (1905-1966), zangeres
- Thea Diepenbrock (1907-1995), pianiste
- Isaäc Nicolaas Theodoor Diepenhorst (1907-1976), Tweede Kamerlid voor de Christelijk-Historische Unie
- Dook van Dijck (1991), acteur, zanger en presentator
- Ati Dijckmeester (1946), radio- en televisiepresentatrice
- Ans van Dijk (1905-1948), collaborateur
- Antoinette van Dijk (1879-1975), (opera)zangeres
- Gé van Dijk (1923-2005), voetballer
- Ko van Dijk jr. (1916-1978), acteur en regisseur
- Ko van Dijk sr. (1881-1937), acteur en toneeldirecteur
- Louis van Dijk (1941-2020), pianist
- Nova van Dijk (1976), regisseuse, actrice, schilderes
- Margot Dijkgraaf (1960), literatuurcriticus en schrijfster
- Guus Dijkhuizen (1937-2013), schrijver, publicist en galeriehouder
- Lore Dijkman (1984), actrice
- Nico Dijkshoorn (1960), schrijver, dichter, columnist
- Anfernee Dijksteel (1996), voetballer
- Jos Dijkstra (1944-2025), voetballer
- Kees Jan Dik (1942-2018), hoogleraar
- Dikke Dennis (= Dennis Overweg) (1965), tatoeëerder
- Loek Dikker (1944), componist, musicus
- Michael Dingsdag (1982), voetballer
- Dio (1988), rapper
- Angelo Diop, alias Rotjoch (1981), presentator en rapper
- Dior (2004), rapper
- Jaap van Dissel (1957), viroloog
- Charles Dissels (1984), voetballer
- Jan Ditmeijer (1928-2022), voetballer en operazanger
- Djaga Djaga (1993), rapper en crimineel
- Tijn Docter (1972), acteur
- Bram de Does (1934-2015), typografisch ontwerper
- Önder Doğan (Murda) (1984), rapper
- Loïs Dols de Jong (1990), actrice
- Sietze Dolstra (1946-2015), cabaretier en zanger
- Andrea Domburg (1923-1997), actrice
- Ferdinand Domela Nieuwenhuis (1846-1919), politicus
- Luciano Dompig (1987), voetballer
- Merel van Dongen (1993), voetbalster
- Peter van Dongen (1966), striptekenaar en illustrator
- Ryan Donk (1986), voetballer
- Eric van der Donk (1929-2021), acteur
- Karsu Dönmez (Karsu) (1990), zangeres
- Marian Donner (1974), schrijfster en columniste
- Piet Hein Donner (1948), politicus
- Joop Doodeheefver (1924-2011), ontwerper en schilder
- Agaath Doorgeest (1914-1991), atlete
- Tamar van den Dop (1970), actrice, regisseuse en scenarioschrijfster
- Dopebwoy (1994), rapper
- Pim van Dord (1953), voetballer
- Mary Dorna (1891-1971), schrijfster
- Steve van Dorpel (1965-1989), voetballer
- Renate Dorrestein (1954-2018), schrijfster
- Anita Doth (1971), zangeres (o.a. 2 Unlimited)
- Douwe Bob (Posthuma) (1992), singer-songwriter
- Eduard Douwes Dekker (1820-1887), schrijver
- Guus Dräger (1917-1989), voetballer
- Sjoerd Dragtsma (1984), acteur
- Nanette Dražić (1980), actrice en zangeres
- John van Dreelen (1922-1992), acteur
- Willem Drees sr. (1886-1988), SDAP- en PvdA-politicus, minister-president
- Anton Dreesmann (1923-2000), ondernemer
- Cécile Dreesmann (1920-1994), textielkunstenaar
- Richard Dreise (1969), acteur, travestiet, homorechtenactivist
- Danny Drenth (1963), kunstenaar
- Dick Dreux (1913-1978), schrijver
- Dana van Dreven (1974), hardstyle dj
- Kees Driehuis (1951-2019), journalist, presentator
- Toon van Driel (1945), striptekenaar
- Ellert Driessen (1958), musicus (Spargo), componist en producer
- Leo Driessen (1955), sportjournalist en tekstschrijver
- Hans Driessen (1947), voetballer
- Aarnout Drost (1810-1834), dichter en schrijver
- Hendrik Lodewijk Drucker (1857-1917), politicus
- Wilhelmina Drucker (1847-1925), feministe
- Pierre H. Dubois (1917-1999), dichter
- Willem Dudok (1884-1974), architect en stedenbouwkundige
- Aagot Dudok van Heel (1861-1926), kinderboekenschrijfster
- Ben Duijker (1903-1990), wielrenner
- André van Duin (1947), tv-presentator en komiek
- Otto Duintjer (1932-2020), filosoof
- Theo van Duivenbode (1943), voetballer
- Hans Dulfer (1940), saxofonist
- Inez van Dullemen (1925-2021), romanschrijfster
- Manny Duku (1992), voetballer
- Inez During Caspers (1934-1996), archeologe
- Jessica Durlacher (1961), schrijfster
- Frans van Dusschoten (1933-2005), conferencier, komiek en stemacteur
- Flip van Duyn (1952), acteur, tekstschrijver (zoon van Annie M.G. Schmidt)
- Bob Duynstee (1920-2014), KVP-politicus
- Jeroen Duyster (1966), roeier
- Linda van Dyck (geb. als Linda de Hartogh; 1948-2023), actrice

### E
- Cor Eberhard (1947), voormalig Tweede Kamerlid LPF
- Boy Edgar (1915-1980), jazzdirigent en -muzikant
- Klaas van der Eerden (1975), cabaretier en tv-presentator
- Herman van den Eerenbeemt (1962), roeier
- Erick van Egeraat (1956), architect
- Gerri Eickhof (1958), journalist
- Arie van Eijden (1946), sportbestuurder
- Remco van Eijden (1977), darter
- Joop Eijl (1896-1941), verzetsstrijder
- Maya Eksteen (1958), presentatrice, docente
- Soundos El Ahmadi (1981), stand-upcomedian en presentatrice
- Fatima Elatik (1973), politica
- Tara Elders (1980), actrice
- Eduard Elias (1900-1967), journalist, columnist en publicist
- Ton Elias sr. (1921-1980), journalist
- Isaac Cornelis Elink Sterk (1808-1871), schilder, tekenaar
- Ger van Elk (1941-2014), beeldend kunstenaar
- Christina Maria Elliger (1731-1802), tekenares en tekenlerares
- Ferdi Elmas (1985), voetballer
- Johan Elsensohn (1884-1966), acteur en toneelschrijver
- Harry Elte (1880-1944), architect en Holocaustslachtoffer
- Ingeborg Elzevier (1936-2025), actrice
- Zillah Emanuels (1954-2004), actrice, zangeres, danseres
- Urby Emanuelson (1986), voetballer
- Caro Emerald (1981), zangeres
- Stephen Emmer (1958), componist
- Herman Emmink (1927-2013), zanger, presentator
- Joop van den Ende (1942), mediamagnaat
- Rick Engelkes (1959), acteur en producent
- Nico Engelschman (1913-1988), acteur, verzetsstrijder en homo-activist
- Anna Enquist (1945), schrijfster en dichteres
- Jan van Ens (1620-1652), ondernemer en ingenieur
- Mien Erfmann-Sasbach (1875-1963), actrice
- Angela Esajas (1978), presentatrice, zangeres, actrice
- Malcolm Esajas (1986), voetballer
- Mitchell Esajas (1988), antropoloog en bedrijfskundige
- Silvinho Esajas (2002), voetballer
- Rudolf Escher (1912-1980), componist
- Max Euwe (1901-1981), wereldkampioen schaken en wiskundige
- Hanske Evenhuis-van Essen (1921-2019), politica
- Bloeme Evers-Emden (1926-2016), ontwikkelingspsycholoog
- Ellen Evers (1966), zangeres en actrice
- Raphael Evers (1954), rabbijn
- Frits van Exter (1955), journalist en bestuurder

### F
- Henk Faanhof (1922-2015), wielrenner
- Henry Faas (1926-1990), journalist en publicist
- Hella Faassen (1925-2016), actrice
- Ina van Faassen (1928-2011), actrice en cabaretière
- Jasper Faber (1966), acteur
- Johan Faddegon (1871-1941), beeldhouwer en medailleur
- Marie Faddegon (1877-1919), textielkunstenares en kledingontwerper
- Raymond Fafiani (1983), voetballer
- Wiro Fagel (1934-2022), abt
- Glen Faria (1980), rapper en singer-songwriter
- Jaïr Faria (2004), singer-songwriter
- Victoria Farkas (1973), kinderboeken- en thrillerschrijfster en journaliste
- Iet van Feggelen (1921-2012), zwemster
- Rik Felderhof (1948), radio- en tv-presentator en programmamaker
- Gino Felixdaal (1990), voetballer
- Ruud Feltkamp (1989), acteur
- Jan Femer (1943-2000), crimineel
- Kees Fens (1929-2008), literatuurcriticus, essayist en letterkundige
- Tonny Fens (1945), voetballer
- Hubert Fermin (1948), acteur
- Ad Fernhout (1946), acteur, scenarioschrijver
- Rik Fernhout (1959-2024), beeldend kunstenaar en auteur
- Dirk Filarski (1885-1964), kunstschilder
- Kian Fitz-Jim (2003), voetballer
- August Flament (1856-1925), archivaris, historicus
- Melvin Fleur (1982), voetballer
- Coen Flink (1932-2000), acteur, regisseur
- Frits Flinkevleugel (1939-2020), voetballer
- Coby Floor (1930-2017), schoonspringster
- Marjol Flore (1948), zangeres en actrice
- Joss Flühr (1940), actrice
- Jochem Fluitsma (1958), muziekproducent
- Cornelis Fock (1828-1910), politicus, burgemeester van onder andere Amsterdam
- Stella Fontaine (1889-1966), kleinkunstenares en cabaretière
- Jan Fontijn (1936-2022), neerlandicus, literatuurcriticus en biograaf
- Ivette Forster (1959), presentatrice
- Anton Fortuin (1880-1967), beeldhouwer
- Abdelilah el Foulani (Mani) (1987), rapper
- Petrus Francius (= Pieter de Frans) (1645-1704), hoogleraar welsprekendheid aan het Athenaeum Illustre, latijns redenaar en dichter
- Marijn Frank (1982), presentatrice, documentaire- en televisieprogrammamaakster
- Marianna Franken (1928-2025), keramiste
- Marianne Franken (1884-1945), schilder en tekenaar
- Johannes Franse (1851-1895), beeldhouwer
- Theo Fransman (1928-2007), politicus (voorzitter van Amsterdam-Noord)
- Jan Fransz (1937-2021), voetballer
- Lange Frans (Frederiks) (1980), rapper
- Herman Frijda (1887-1944), econoom en hoogleraar
- Nelly Frijda (1936), actrice
- Jeremie Frimpong (2000), voetballer
- Johan Frinsel sr. (1927-2021), prediker, bestuurder en schrijver van kinder- en christelijke boeken
- Cyrus Frisch (1969), filmregisseur
- Jan Froger ("Bolle Jan") (1942-2009), zanger, accordeonist en kroegbaas
- René Froger (1960), zanger
- George Lodewijk Funke (1836-1885), boekhandelaar en uitgever
- Laura Fygi (1955), zangeres

### G
- Louis van Gaal (1951), voetbaltrainer
- Tess Gaerthé (1991), zangeres
- Yahya Gaier (1974), acteur
- Jan Gajentaan (1902-1987), schrijver, acteur, medicus
- Jessica Gal (1971), judoka, sportarts
- Rinus van Galen (1930-1989), musicus en componist
- Maria Gall (1851-1915), oprichtster van Gall & Gall
- Greetje Galliard (1926-2019), zwemster
- Salomon Garf (1873-1943), kunstschilder
- Bert Garthoff (1913-1997), radiomaker, presentator
- Carla Gastkemper (1925-2019), verzetsstrijder
- Jim Geduld (1964), acteur en presentator
- Jacobine Geel (1963), theologe, columniste en presentatrice
- Nicolaes Geelvinck (1706-1764), landeigenaar en bestuurder (schepen van Amsterdam)
- Charles Geerts (1943-2024), ondernemer
- Ruud Geestman (1944), voetballer
- Jan Willem Gefken (1807-1887), jurist
- Carry Geijssen (1947), schaatsster
- Annemarie van Gelder (1955), schrijfster en politica
- Betty van Gelder (1866-1962), actrice en schrijfster
- Bobette van Gelder (1891-1945), schilderes en tekenares
- Han van Gelder (1923-2012), filmregisseur en tekenaar
- Hendrika van Gelder (1870-1943), schilder en tekenaar
- Jack van Gelder (1950), sportpresentator
- Joke Geldhof (1960), politica
- Lauretta Gerards (1987), soapactrice
- Pieter Gerbrands (1909-1962), langeafstandsloper
- Eva Gerlach (1948), dichteres en vertaalster
- Tygo Gernandt (1974), acteur
- Winston Gerschtanowitz (1976), presentator, acteur
- David van Gesscher (1735-1810), medicus
- Peter van Gestel (1937-2019), schrijver
- Kick Geudeker (1901-1977), voetballer, sportjournalist
- Thorvald de Geus (1964), diskjockey
- Niels Geusebroek (1979), zanger en componist
- Johannes Karel Geverding (1805-1876), beeldhouwer
- Madiea Ghafoor (1992), atlete
- Rachid El Ghazaoui (Appa) (1983), rapper
- Christy Gibson (1978), Nederlands-Brits zangeres
- Yves Gijrath (1966), ondernemer
- Paulus Adriaan Gildemeester (1858-1930), schilder
- Marie Gilhuys-Sasbach (1885-1951), actrice
- Paul Gilissen (1934-2020), politicus (burgemeester)
- Jan van Gilse (1843-1915), politicus
- Jaap Glasz (1935-2005), rechtsgeleerde, advocaat, rechter, bestuurder en politicus
- Diana Glauber (1650-na 1721), Nederlands kunstschilder
- Michel Henry Godefroi (1830-1882), Tweede Kamerlid, minister
- Frans Goedhart (1904-1990), politicus, verzetsstrijder, oprichter Het Parool
- Cees Goekoop (1933-2011), bestuurder en burgemeester
- Mouna Goeman Borgesius (1961), actrice
- Aranka Goijert (1941-2022), politica
- Frits Goldschmeding (1933-2024), ondernemer
- Tijs Goldschmidt (1953), schrijver en evolutiebioloog
- Jip Golsteijn (1945-2002), popjournalist
- Niels Gomperts (1991), acteur
- Michelle Goos (1989), handbalster
- Leo van der Goot (1950), diskjockey, producent, regisseur
- Mylène Gordinou (1972), presentatrice, scenarioschrijfster
- Gordon (1968), zanger, radio- en televisiepresentator
- Henk Gortzak (1908-1989), communistisch politicus
- Wouter Gortzak (1931-2014), journalist en politicus
- Carel Goseling (1891-1941), advocaat, minister van Justitie (RKSP)
- Isaac Gosschalk (1838-1907), architect
- Jasper Gottlieb (1989), acteur
- Marius Gottlieb (1989), acteur
- Jetta Goudal (1891-1985), Nederlands-Amerikaans actrice
- Anneke Goudsmit (1933), politica
- Jaap Goudsmit (1951), medicus en hoogleraar
- Jan ter Gouw (1814-1894), onderwijzer en geschiedschrijver
- Manfred de Graaf (1939-2018), acteur
- Thom de Graaf (1957), D66-politicus
- John van Graafeiland (1937), politicus, burgemeester
- Cynthia de Graaff (1975), (stem)actrice, vertaalster
- Glennis Grace (= Glenda Batta) (1978), zangeres
- Thomas Graftdijk (1949-1992), dichter, schrijver en vertaler
- Metta Gramberg (1959), actrice
- Ferdinand Grapperhaus (1959), advocaat en politicus
- Frank de Grave (1955), VVD-politicus, wethouder, minister
- Ryan Gravenberch (2002), voetballer
- Karel N.L. Grazell (1928-2020), schrijver
- Serginho Greene (1982), voetballer
- Paul Grégoire (1915-1988), beeldhouwer, medailleur en academiedocent
- Aus Greidanus (1950), acteur, regisseur
- Annemarie Grewel (1935-1998), politica, columniste
- Frits Grewel (1898-1973), arts, psychiater, orthopedagoog
- Iman Griffith (2001), voetballer
- Matteo van der Grijn (1981), acteur
- Dick Grijpink (1949), ondernemer, taxibaas
- Han Grijzenhout (1932-2020), voetbalcoach
- Fred Grim (1965), voetbaltrainer en voormalig profvoetballer
- Harry Groen (1944), burgemeester
- Dylan Groenewegen (1993), wielrenner
- Germaine Groenier (1943-2007), actrice, schrijfster, programmamaakster
- Gijs Groenteman (1974), schrijver, presentator, journalist
- Hanneke Groenteman (1939), presentatrice, journaliste
- Paul van Groningen (1955), surrealistisch kunstschilder
- Jacobus Grooff (1800-1852), bisschop in Nederlands-Indië en in Suriname
- Ferry de Groot (1948), journalist, stemacteur, radioprogrammamaker en -regisseur
- Harry de Groot (1920-2004), orkestleider, pianist, componist
- Jan de Groot (1948), acteur, toneelschrijver
- Jannie de Groot (1930-2011), zwemster
- Jim de Groot (1972), acteur en artiest
- Marcel de Groot (1964), zanger en gitarist
- Paul de Groot (1899-1986), politicus
- Frank Groothof (1947), acteur
- René Groothof (1949), acteur en theatermaker
- Terence Groothusen (1996), voetballer
- Robert Jasper Grootveld (1932-2009), kunstenaar
- Frederik Willem Grosheide (1881-1972), theoloog, predikant en hoogleraar
- Hans Grosheide (1930-2022), politicus
- Amy Groskamp-ten Have (1887-1956), schrijfster, journalist
- Jan Pieter Guépin (1929-2006), dichter en essayist
- Lale Gül (1997), schrijfster en columniste
- Ruud Gullit (1962), voetballer
- Frank Gunning, schrijver, regisseur en producent

### H
- Stan Haag (1920-2001), programmamaker, journalist, liedjesschrijver
- Frans de Haan (1938-2022), basketballer en golfspeler
- Meijer de Haan (1852-1895), kunstschilder
- Renée de Haan (1954-2016), zangeres
- Bobby Haarms (1934-2009), voetballer en voetbaltrainer
- Koos de Haas (1889-1966), roeier
- Olga de Haas (1944-1978), balletdanseres
- Polo de Haas (1933-2022), concertpianist
- Cox Habbema (1944-2016), actrice, theaterregisseuse en -directrice
- Eddy Habbema (1947), acteur, televisie- en theaterregisseur
- Aart Hendrik Willem Hacke (1893-1961), politicus
- Had-je-me-maar (1856-1931; pseudoniem van Cornelis de Gelder), zwerver, straatmuzikant en lijsttrekker
- Vera van Haeften (1897-1980), actrice
- Paul Haenen (1946), cabaretier, programmamaker, (stem)acteur, columnist
- Tom Haenen (1944-2024), operazanger
- Joke Hagelen (1937-2020), hoorspelactrice
- Kiki Hagen (1987), politica
- Albert Hahn jr. (= Albert Pieter Dijkman) (1894-1953), (politiek) tekenaar, illustrator en boekbandontwerper
- Bernard Haitink (1929-2021), dirigent
- Henri Halberstadt (1917-1943), verzetsstrijder
- Victor Halberstadt (1939-2024), econoom en politicus
- Alex van Halen (1953), Nederlands-Amerikaans drummer Van Halen
- Eddie van Halen (1955-2020), Nederlands-Amerikaans gitarist Van Halen
- Ara Halici (1976), acteur
- Floris Adriaan van Hall (1791-1866), advocaat, staatsman
- Gijs van Hall (1904-1977), bankier en burgemeester
- Walraven van Hall (1906-1945), bankier en verzetsstrijder
- Jacques Halland (1910-2000|, pianist en cabaretier
- Jossy Halland (1914-1986), zangeres
- Fernando Halman (1981), radio-dj, presentator, voice-over
- Ary Halsema (1909-1978), schrijver, illustrator
- Frans Halsema (1939-1984), cabaretier, zanger, acteur
- Boris van der Ham (1973), politicus
- Hartog Hamburger (1887-1924), diamantair en honkballer
- Max Hamburger (1920-2012), psychiater en verzetsstrijder
- Jacob Hamel (1883-1943), zanger en dirigent
- Jules Hamel (1938), acteur
- Marie Hamel (1896-1964), actrice
- Mariëtte Hamer (1958), politica
- Willem Hamer jr. (1843-1913), architect
- Simon Hammelburg (1952-2022), journalist, (tekst)schrijver en cabaretier
- Herman Hana (1874-1952), beeldend kunstenaar
- Bob Hanf (1894-1944), schilder, schrijver en componist
- Jan Hanlo (1912-1969), schrijver en dichter
- Otto Hanrath (1882-1944), kunstschilder
- Anass Haouam (3robi) (1995), rapper
- Annick van Hardeveld (1923-1945), de laatste koerierster die tijdens de Tweede Wereldoorlog werd neergeschoten
- Jan van Hardeveld  (1891-1953), architect
- Theo van Haren Noman (1917-2021), cineast
- Badr Hari (1984), kickbokser
- Albertus van Harinxma thoe Slooten (1930-2012), politicus
- Ger Harmsen (1922-2005), filosoof en historicus
- Sallie Harmsen (1989), actrice
- Patty Harpenau (1959), schrijfster en kunstschilderes
- Mick Harren (1967), zanger
- Reinder Johan Harrenstein (1888-1971), medicus
- Abraham van der Hart (1747-1820), architect; 1777-1820 stadsbouwmeester
- Bart van der Hart (1943), politicus en burgemeester
- Cor van der Hart (1928-2006), voetballer, voetbaltrainer
- Rob Hartoch (1947-2009), schaakmeester
- Abraham Frans Karel Hartogh (1844-1901), politicus
- Hartog de Hartog Lémon (1755-1823), arts en politicus
- Samya Hassani (2000), voetbalster
- Harald Hasselbach (1967-2023), American-football speler
- Alexander Willem Michiel van Hasselt (1814-1902), toxicoloog en natuuronderzoeker
- Frans van Hasselt (1927-2011), schrijver en journalist
- Margot van Hasselt (1879-1935), schilderes
- Anna Maria Wilhelmine van Hasselt-Barth (1811-1881), operazangeres
- Maryam Hassouni (1985), actrice
- Rob Hauser (1954), saxofonist, componist
- Theodore Haver (1856-1912), feministe en redactrice
- Thom Haye (1995), voetballer
- Boy Hayje (1949), voormalig Formule 1-coureur
- Atze Haytsma (1929), beeldhouwer, fotograaf en dichter
- Rachel de Haze (1991), handbalster
- Suzanne Hazenberg (1964), schrijfster en scenarioschrijfster
- André Hazes (1951-2004), volkszanger
- Maaike Head (1983), roeister
- Theo Heemskerk (1852-1932), politicus, minister
- Jan Heemskerk Azn. (1818-1897), politicus
- Jan Heemskerk Bzn. (1811-1880), Thorbeckiaans Tweede Kamerlid
- Marjolijn van Heemstra (1981), schrijfster, dichteres en theatermaakster
- Heere Heeresma (1932-2011), schrijver en dichter
- Pieter Heerma (1977), politicus
- Daan Heerma van Voss (1986), journalist en schrijver
- Thomas Heerma van Voss (1990), schrijver
- Annie van der Heide-Hemsing (1896-1968), beeldhouwer
- Jan Pieter Heije (1809-1876), arts en tekstdichter
- Pascal Heije (1979), voetballer
- Sanne Heijen (1981), presentatrice, nieuwslezeres
- Herman Heijenbrock (1871-1948), kunstschilder
- Herman Louis Heijermans (1905-1978), arts
- Matthijs van Heijningen jr. (1965), filmregisseur, -producent en scenarioschrijver
- Freddy Heineken (1923-2002), biermagnaat
- Han Heinsius (1863-1939), bioloog
- Jac Heinsius (1872-1947), letterkundige
- Kiky Heinsius (1921-1990), verzetsstrijder
- Anna van 't Hek (1988), documentairemaakster
- Alexander Heldring (1939-2024), diplomaat
- Jérôme Heldring (1917-2013), journalist en columnist
- Bernardus Hermanus Heldt (1841-1914), vakbondsleider, politicus
- Lotte Hellinga (1932), boekhistorica
- Sergio Hellings (1984), voetballer
- Irene Hemelaar (1969), mensenrechtenactivist en zangeres
- Pamela Hemelrijk (1947-2009), journaliste
- Henk Hemsing (1891-1971), schoonspringer
- August Hendrichs (1834-1916), ondernemer en bestuurder
- Maurits Hendriks (1961), hockeycoach
- Norah Hendriks (Noor) (2001), zangeres
- Ruud Hendriks (1959), presentator, journalist, ondernemer
- Gwyneth Hendriks (2001), voetbalster
- Wim Hennings (1905-1991), atleet
- Truus Hennipman (1943-2024), atlete
- Maarten Hennis (1967), cabaretier
- Charles Henri (1948-2014), beeldhouwer en kunstschilder
- Henk Henriët (1903-1945), kunstenaar
- Katja Herbers (1980), actrice
- Eric Herfst (1937-1985), cabaretier
- Petronella ("Opoe") Herfst (1841 - Rotterdam 1948), honderdplusser
- Louis Maximiliaan Hermans (1861-1943), publicist, politicus en uitgever
- Willem Frederik Hermans (1921-1995), schrijver en geograaf
- Felice Hermans (1996), voetbalster
- Dylan Hermelijn (1971), dj en producer
- Cor Hermus (1889-1953), acteur, toneelschrijver
- Guus Hermus (1918-2001), acteur
- Herman Hertzberger (1932), architect
- Abel Herzberg (1893-1989), schrijver, jurist, overlevende Holocaust
- Judith Herzberg (1934), dichteres
- Danny Hesp (1969), voetballer
- Fransje Hessel (1916-?), zwemster
- Catharina Hesterman (1902-1982), schoonspringster
- Jan Hesterman (1893-1963), bokser
- Wim Hesterman (1897-1971), bokser
- Theo Heuft (1935-2024), sexclubeigenaar
- Jan Bertus Heukelom (1875-1965), grafisch vormgever
- Piet van Heusden (1929-2023), wielrenner
- Albert van den Heuvel (1932), theoloog, omroepvoorzitter
- Alfred van den Heuvel (1953), acteur
- Arturo ten Heuvel (1978), voetballer
- Bodil van den Heuvel (2002), Nederlands voetbalster
- Dick van den Heuvel (1956), (scenario- en toneel)schrijver
- John van den Heuvel (1962), misdaadjournalist
- Marianne van den Heuvel (1947), beeldhouwer
- Wim van den Heuvel (1928-2025), acteur
- Sara Heyblom (1892-1990), actrice
- Christianus Joannes Antonius Heydenrijck (1832-1911), advocaat, politicus
- Erika Heymann (1895-1950), Duits verzetsstrijdster
- Ernst Hijmans (1890-1987), ingenieur en organisatieadviseur
- Adrianus David Hilleveld (1838-1877), schilder
- Etty Hillesum (1914-1943) schrijfster, slachtoffer Holocaust
- Jeremias Samuel Hillesum (1820-1888), opperrabbijn
- Dick Hillenius (1927-1987), bioloog
- Jaap Hillenius (1934-1999), kunstschilder, tekenaar en graficus
- Ernst Hirsch Ballin (1950), politicus en rechtsgeleerde
- Wim Hoddes (1918-2012), acteur en zanger
- Gerard Hoebe (1928-2005), zanger en muzikant
- Co Hoedeman (1940-2025), Nederlands-Canadees filmmaker
- Jergé Hoefdraad (1986-2021), voetballer
- Henk Hoekstra (1924-2009), politicus en verzetsstrijder
- Cindy Hoetmer (1967), schrijfster en columniste
- Cor van der Hoeven (1921-2017), voetballer
- Pieter van der Hoeven (1911-1980), wetenschapper
- Marjolijn Hof (1956) kinderboekenschrijfster
- Marjon Hoffman (1971), kinderboekenschrijfster
- Silvia Hofman (1981), handbalster
- Henk Hofstra (1904-1999), minister van Financiën, rechtsgeleerde
- Richard Hol (1825-1904), componist en dirigent
- Stan Hollaardt (1941), dirigent en neerlandicus
- Carl Hollander (1934-1995), illustrator van kinderbroeken
- Astrid Holleeder (1965), advocaat en auteur
- Willem Holleeder (1958), crimineel
- Theodor Holman (1953), schrijver
- Marc de Hond (1977-2020), ondernemer, presentator en schrijver
- Maurice de Hond (1947), opiniepeiler
- Harmanus Hondius (1903-1996), burgemeester, collaborateur
- Cor van der Hooft (1910-1994), burgemeester, verzetsstrijder
- Pieter Corneliszoon Hooft (1581-1647), dichter, toneelschrijver, historicus
- Micky Hoogendijk (1970), actrice, fotomodel
- Oeke Hoogendijk (1961), documentaire- en filmmaakster
- Ingrid Hoogervorst (1952), schrijfster en literatuurcritica
- Albert van der Hoogte (1909-1970), schrijver
- Jaap de Hoop Scheffer (1948), politicus, secretaris-generaal van de NAVO (2004-2009)
- Netty van Hoorn (1951), regisseur en producent
- Tom Horn (1960), politicus
- Lucie Horsch (1999), blokfluitiste
- Henk van der Horst (1939), acteur, programmamaker
- Rita Horst (1957), film- en televisieregisseuse
- Dilara Horuz (1994), zangeres, (stem)actrice
- Bas van Hout (1959), misdaadverslaggever
- Cor van Hout (1957-2003), crimineel
- Rob van Houten (1939), acteur, mimespeler en beeldend kunstenaar
- Rudy van Houten (1934-2004), pianist en componist
- Xander Houtkoop (1989), voetballer
- Kees Houtman (1959-2005), crimineel
- Isabel Hoving (1955), jeugdboekenschrijfster
- Herry Hubert (1941-2008), musicalproducent, zoon van Riny Blaaser
- Emmy Huf (1922-1992), cabaretière, publiciste
- Paul Huf (1891-1961), acteur
- Paul Huf (1924-2002), fotograaf
- Lotty Huffener-Veffer (1921-2018), diamantsnijder, Holocaustoverlevende
- Johannes Petrus Huibers (1875-1969), r.k. bisschop van Haarlem
- Pieter Huidekoper (1798-1852), politicus, burgemeester van Amsterdam
- Marli Huijer (1955), hoogleraar, filosoof, medicus
- Dean Huijsen (2005), voetballer
- Donny Huijsen (1973), voetballer
- Hellen Huisman (1937-2012), actrice, stemactrice
- Micha Hulshof (1979), acteur
- Ben Hulsman (1931-2018), acteur
- Gerard van Hulst (1909-1990), componist, dichter, schilder
- Johan van Hulst (1911-2018), hoogleraar pedagogiek en politicus
- Kees Hulst (1952), acteur en toneelregisseur
- Cor Hund (1915-2008), beeldhouwer, tekenaar, schilder
- Fabrice Hünd (1961-2021), beeldend kunstenaar
- Jan Hundling (1914-2003), acteur
- Margaretha Hundt (1931-1998), econoom en publicist
- Petra Huybrechtse (1972), atlete
- Frans Hijmans (1918-1944), schilder en tekenaar

### I
- Idaly (1995), rapper en muziekproducent
- Boudewijn Ietswaart (1936-2010), grafisch ontwerper
- Piet Ikelaar (1896-1992), wielrenner
- Jeanne Immink (1853-1929), bergbeklimster
- Peter van Ingen (1950), journalist, presentator
- Ben Ingwersen (1921-1996), architect
- Els Iping (1953), politica (PvdA)
- DJ Isis (= Isis van der Wel) (1975), dj
- Rinus Israël (1942-2025), voetballer, voetbaltrainer
- Sjors van Iwaarden (1969), roeier

### J
- Ria Jaarsma (1942-2023), politica
- Binyomin Jacobs (1949), opperrabbijn
- Eduard Jacobs (1859-1931), beeldhouwer
- Martine Jacobs (1956), kunstenares
- Gerrit de Jager (1954), striptekenaar (Familie Doorzon)
- Lin Jaldati (1912-1988), zangeres
- Dieter Jansen (1969), acteur, stemacteur
- Dolf Jansen (1963), cabaretier, presentator, marathonloper
- Hans Jansen (1942-2015), arabist
- Harrie Jansen (1947), wielrenner
- Hendrika Jansen (1924-2016), zangeres, Zwarte Riek, De Jordaanzangeres
- Huub Jansen (1928-1985), geschiedkundige
- Lou Jansen (1900-1943), communistisch verzetsstrijder
- Martinus Jansen (1905-1983), eerste bisschop van Rotterdam (1956-1970)
- Nico Jansen (1953), voetballer
- Suzanna Jansen (1964), journaliste en schrijfster
- Wim Jansen (1948-2024), ingenieur, taalkundige en hoogleraar
- Adam Jansma (1929-1965), beeldhouwer
- Esther Jansma (1958-2025), dichter
- Kees Jansma (1947), (tv-)journalist en sportpresentator
- Rein Jansma (1959-2023), architect
- Ernst Jansz (1948), muzikant
- Cor Jaring (1936-2013), fotograaf
- Peter Jelgersma (1942-2024), filmmaker en media-adviseur
- Ulli Jessurun d'Oliveira (1933), jurist en letterkundige
- Jhorrmountain (1995), rapper
- Daan Jippes (1945), striptekenaar
- Virgall Joemmankhan (1968-1989), voetballer
- JoeyAK (1997), rapper
- Ingeborg Jonassen (1937-2021), actrice
- Allard Jolles (1958-2024), architectuurhistoricus en popmuzikant
- Jolle Albertus Jolles (1814-1882), politicus
- John Jones (1963), acteur
- Alida de Jong (1885-1943), politica
- Jacques de Jong (1930-1991), ondernemer (o.a. Sorbo)
- Jasperina de Jong (1938), actrice, cabaretière, zangeres
- Jennifer de Jong (1976), actrice en presentatrice
- Loe de Jong (1914-2005), geschiedkundige en journalist
- Nigel de Jong (1984), voetballer
- Trudy de Jong (1948), actrice
- Calvin Jong-A-Pin (1986), voetballer
- Jan Jongbloed (1940-2023), voetbaldoelman
- Henk de Jonge (1946-2021), voetbaltrainer
- Leen Jongewaard (1927-1996), acteur, zanger
- Wik Jongsma (1943-2008), acteur
- Andries Jonker (1962), voetbalcoach
- Eddy Jonker (1920-2020), Engelandvaarder
- Patrick Jonker (1969), Australisch wielrenner
- Johnny Jordaan (1924-1989), volkszanger
- Barend Jordens (1888-1972), beeldhouwer
- Jordymone9 (1995), rapper
- Agnes Joseph (1980), politica
- Ria Joy (1924-2001), zangeres

### K
- Johan Kaart (1897-1976), acteur
- Jaap Kaas (1898-1972), beeldhouwer
- Dorry Kahn (1896-1961), schilder en tekenaar
- René Kahn (1954), psychiater
- Frederik Kaiser (1808-1872), sterrenkundige
- Edna Kalb (1959), stemactrice
- Kalibwoy (1987), zanger en rapper
- Rob Kaman (1960-2024), kickbokser
- Ab van Kammen (1932-2023), botanicus en viroloog
- Jopie van Kampen (1911-1988), kunstschilder
- Hans Ariëns Kappers (1910-2004), directeur en hoogleraar
- Abraham van Karnebeek (1836-1925), jonkheer, politicus
- Nel Kars (1938), actrice
- Ton Kas (1959), acteur, schrijver, regisseur
- Neraysho Kasanwirjo (2002), voetballer
- Jenny Kastein (1913-2000), zwemster
- Arie Kater (1922-1977), kunstschilder
- Klaas Kater (1883-1916), vakbondsleider
- Rozette Kats (1942), oud-bestuurslid St. Sobibor
- Elisabeth Keesing (1911-2003), schrijfster
- Isaäc Keesing jr. (1886-1966), uitgever
- Leo Keesing (1912-1997), uitgever
- Leslie Keijzer (1990), mediapersoonlijkheid en schrijfster
- Henry Keizer (1960-2019), zakenman en politicus (partijvoorzitter VVD)
- Jolanda Keizer (1985), meerkampster
- Piet Keizer (1943-2017), voetballer
- Stefano Keizers (alias Gover Meit) (1987), cabaretier
- Jan Keja (1937-2024), regisseur
- Charlotte van der Kellen (1857-1942), kunstschilder
- David van der Kellen (II) (1804-1879), graveur, medailleur en stempelsnijder
- Johan Philip van der Kellen Dzn. (1865-1953), conservator van het Rijksprentenkabinet
- Lenie Keller (1925-1995), schoonspringster
- Sander Keller (1979), voetballer
- Jos van Kemenade (1937-2020), PvdA-politicus
- Jacobus Mattheüs de Kempenaer (1793-1870), jurist, politicus
- Geraldine Kemper (1990), televisiepresentatrice
- Joan Melchior Kemper (1776-1824), politicus
- Wytske Kenemans (1980), presentatrice, zangeres, fotomodel
- Iris Kensmil (1970), beeldend kunstenares
- Natasja Kensmil (1973), kunstschilderes
- Karin Kent (Janna of Janneke Kanteman) (1943), zangeres
- Arie Keppler (1876-1941), directeur van de Gemeentelijke Woningdienst Amsterdam
- Michiel Kerbosch (1947), acteur
- Theodor Kerckring (1638-1693), anatoom en alchemist
- Beppe Kessler (1952), sieraadontwerper, kunstenaar
- Theodore Matthieu Ketelaar (1864-1936), politicus
- Otto Ketting (1935-2012), componist
- George Kettmann jr. (1898-1970), dichter, schrijver, journalist en uitgever
- Teun van de Keuken (1971), journalist, programmamaker
- Eddy Keur (1958), radio- en tv-presentator
- Reda Kharchouch (1995), voetballer
- Dunya Khayame (1981), actrice, schrijfster en voice-over
- Wim Kieft (1962), voetballer
- Catharina Kiers (1839-1930), schilder
- George Lourens Kiers (1838-1916), schilder
- Bert Kiewiet (1918-2008), beeldhouwer
- Carolien van Kilsdonk (1963), snowboarder
- Theo Kingma (1967-2025), fotograaf
- Rob de Kip (1955), voetballer
- Sharon Kips (1983), zangeres
- Dominique Kivuvu (1987), voetballer
- Gerard Klaasen (1951-2022), journalist en presentator
- Robert Klaasen (1993), voetballer
- Marcel Klarenbeek (1960), atleet
- Dhoraso Moreo Klas (2001), voetballer
- Karel Klaver (1978), hockeyer
- Joram van Klaveren (1979), politicus
- Gerrit Kleerekoper (1897-1943), turncoach
- Dorine van der Klei (1940-2025), zangeres
- Nicolaas Klei (1961-2025), wijnschrijver
- Aart Klein (1909-2001), fotograaf
- Leah Maria Klein (1996), model
- Lil' Kleine (= Jorik Scholten) (1994), muzikant en acteur
- Hetty Kleinloog (1958), (toneel)schrijfster, toneelregisseuse en tekstdichteres
- Simone Kleinsma (1958), actrice, zangeres, musicalster
- Monique Klemann (1965), zangeres
- Suzanne Klemann (1963), zangeres
- Sam Klepper (1960-2000), crimineel
- Michel de Klerk (1884-1923), architect, meubelontwerper
- Gerrie Kleton (1953-2006), voetballer
- Debbie Klijn (1975), handbalster
- Mientje Kling (1894-1966), actrice, hoorspelactrice
- Dolf Kloek (1916-2012), schrijver
- Rob Kloet (1952), drummer
- Daliyah de Klonia (2005), voetbalster
- André Kloos (1922-1989), politicus, vakbondsbestuurder, omroepvoorzitter
- Oger Klos (1993), voetballer
- Jacques Klöters (1946), acteur, publicist, programmamaker, cabaretier
- Patrick Kluivert (1976), voetballer
- Henri Knap (1911-1986), journalist, schrijver, verzetsstrijder
- Nico Knapper (1934), zanger en tv-regisseur
- Gerrie Knetemann (1951-2004), wielrenner
- Rie Knipscheer (1911-2003), beeldend kunstenares
- Koen Koch (1945-2012), politicoloog, historicus
- Gien de Kock (1908-1998), atlete
- Marieke Koekkoek (1989), politica (Volt)
- Gerard Koel (1941), wielrenner
- Jaap Koelewijn (1956-2024), hoogleraar economie en financieel adviseur
- Tanja Koen (1925), omroepster en presentatrice
- Milano Koenders (1986), voetballer
- Adriaen Koerbagh (1633-1669), arts, jurist en filosoof
- Hermann Friedrich Kohlbrugge (1803-1875), theoloog
- Dinah Kohnstamm (1869-1942), schilder en tekenaar
- Dolph Kohnstamm (1937), psycholoog en publicist
- Max Kohnstamm (1914-2010), historicus en diplomaat
- Ada Kok (1947), zwemster
- Mimi Kok jr. (1934-2014), (stem)actrice
- Mimi Kok sr. (1911-2009), actrice
- Mink Kok (1961), crimineel
- Mariska van Kolck (1963), zangeres, actrice en presentatrice
- Edward Koldewijn (1964), acteur
- Jan Kommandeur (1929-2012), hoogleraar fysische chemie
- Kees Kok (1948), theoloog
- Han König (1911-1964), acteur en regisseur
- Henk Koning (1934-2009), voetballer
- Sabine Koning (1973), actrice
- Marina van der Kooi (1951), beeldhouwer
- Dirk Ayelt Kooiman (1946-2018), schrijver
- Betje Koolhaas (1972), actrice
- Jopie Koopman (1910-1979), zangeres, actrice en cabaretière
- Will Koopman (1956), regisseur
- Sven Koopmans (1973), politicus
- Teun Koopmeiners (1998), voetballer
- Jacques Kopinsky (1924-2003), beeldend kunstenaar
- Frans Koppers (1932-2010), acteur
- John Körmeling (1951), architect en beeldhouwer
- Debbie Korper (1960), actrice
- Herman Kortekaas (1930), acteur (Peppi en Kokki)
- Maria ten Kortenaar (1955), keramiste
- Frits Korthals Altes (1931-2025), politicus
- Floris Kortie (1986), presentator
- Amber Kortzorg (1991), journaliste, programmamaakster en presentatrice
- Pim Korver (1937-2012), documentairemaker en fotograaf
- Guuske Kotte (1947), actrice, regisseuse
- Rob Koudijs (1944-2024), galeriehouder
- Gerrit Kouwenaar (1923-2014), dichter
- John Kraaijkamp (1925-2011), acteur, komiek
- Johnny Kraaijkamp (1954), acteur
- Diederik Kraaijpoel (1928-2012), kunstschilder en schrijver over beeldende kunst en kunstpolitiek
- Jasper Krabbé (1970), beeldend kunstenaar en graffitischrijver
- Jeroen Krabbé (1944), acteur, regisseur en kunstschilder
- Martijn Krabbé (1968), presentator
- Mirko Krabbé (1960), kunstschilder en ontwerper
- Tim Krabbé (1943), schrijver
- Frank Kramer (1947-2020), voetballer en presentator
- Friso Kramer (1922-2019), industrieel ontwerper, zoon van Piet Kramer
- Moniek Kramer (1954), actrice en scenarioschrijfster
- Piet Kramer (1881-1961), architect
- Arnost Kraus (1973), acteur,
- Michel Kreek (1971), voetballer
- Hans G. Kresse (1921-1992), striptekenaar (o.a. Eric de Noorman)
- Henriëtte Kriebel (1869-1921), directrice bewaarschool, liedschrijver
- Marloes Krijnen (1955), politicoloog en museumdirecteur
- Ole Kroes (2003), (kind)acteur
- Lona Kroese (1987), zwemster
- Suzanne Kröger (1976), politicoloog, activist en politica
- Ruud Krol (1949), voetballer, voetbalcoach
- Ron Kroon (1942-2000), zwemmer
- Rick van der Kroon (1977), zanger
- Yvonne Kroonenberg (1950), schrijfster en columniste
- Alexander Kropholler (1881-1973), architect
- Joke de Kruijf (1965), musicalactrice en lyrisch sopraan
- Marieke de Kruijf (1972), actrice
- Karel Wendel Kruijswijk (1921-2019), dammer, damhistoricus en damproblemist
- Cornelis Kruseman (1797-1857), kunstschilder
- Jan Kruys (1767-1830), schout, burgemeester
- Willy Kruyt (1877-1943), politicus, predikant
- Guus Kuijer (1942), schrijver
- Flip van der Kuil (1980), film- en televisiemaker
- Dick Kuiper (1938-2024), socioloog en politicus
- André Kuipers (1958), ruimtevaarder
- Bas Kuipers (1994), voetballer
- Emanuel Kummer (1926-2016), schrijver, vertaler en literatuurwetenschapper

### L
- Jobs van Laar (1894-1971), koerierster voor het verzet in WOII
- Pernille La Lau (1971), tv-presentatrice
- Babette Labeij (1973), zangeres en zangcoach
- Maroesja Lacunes (1945), actrice, zangeres en voice-over
- Lucien Lafour (1942-2024), architect
- Mila Lagcher (2004), voetbalster
- Joop Lahnstein (1934-2018), politicus, onderwijzer en acteur
- Pieter Lakeman (1942), bedrijfsdocumentalist en fraudebestrijder
- Thomas Lam (1993), Fins-Nederlands voetballer
- Kees Lambers (1945-2017), jurist en hoogleraar
- Aart Lamberts (1947), beeldhouwer
- Frits Lambrechts (1937), acteur en zanger
- Diane Lamein (1979), handbalster
- Jan Joris Lamers (1942), toneelspeler, -regisseur, scenograaf
- Michael Lamey (1979), voetballer
- Esmé Lammers (1958), filmregisseur
- Han Lammers (1931-2000), journalist, politicus en bestuurder
- Kim Lammers (1981), hockeyster
- Lucas van der Land (1923-1984), politicoloog
- Nico Landers (1970), zanger
- Denny Landzaat (1976), voetballer
- Lucie de Lange (1957; officiële naam Lucie Janine Michielsen), zangeres, (stem)actrice
- Freddie Langeler (1899-1948), tekenares, illustratrice en tekstschrijfster
- Arend Langenberg (1949-2012), nieuwslezer, voice-over
- Coby Lankester (1918-2002), componiste en pianiste
- Henk Lankhorst (1914-1976), politicus
- Nicolaas Lansdorp (1885-1968), architect en tekenaar
- Saskia Laroo (1959), jazzmuzikante
- Frans Lasès (1949), televisieregisseur
- Merel Laseur (1934), journaliste
- Petra Laseur (1939-2025), actrice
- C.C.A. Last (1808-1876), schilder, lithograaf
- Robin Lathouwers (2000), voetballer
- Herman Lauxtermann (1929-1999), VVD-politicus
- Chris Lebeau (1878-1945), ontwerper, kunstschilder
- Ed Leeflang (1929-2008), dichter
- Frederieke Leeflang (1969), advocate en bestuurder
- Thijs van Leer (1948), muzikant
- André de Leeuw (1935-2017), politicus en psychotherapeut
- Ida de Leeuw van Rees (1902-1987), modemaakster en omroepmedewerkster
- Reinbert de Leeuw (1938-2020), dirigent, pianist, componist, muziekpedagoog en hoogleraar
- Louis Joseph Lefèbre (1827-1895), pianist, organist en akoesticus
- Nani Lehnhausen (1975), actrice
- Yannick Leliendal (2002), voetballer
- Cornelis Lely (1854-1929), ingenieur, waterbouwkundige, politicus
- Gerard van der Lem (1952), voetballer, voetbalcoach
- Cor Lemaire (1908-1981), pianist, dirigent en componist
- Jan Lemaire jr. (1906-1960), acteur en regisseur
- Jan Lemaire sr. (1884-1982), acteur
- Jacob van Lennep (1802-1868), schrijver, politicus, taalkundige
- Jeremain Lens (1987), voetballer
- Caro Lenssen (1983), actrice
- Robert Leroy (1971), zanger
- Katharyne Lescailje (1649-1711), dichteres
- Joseph Lescrauwaet (1923-2013), R.K. theoloog en hulpbisschop
- Lex Lesgever (1929-2019), schrijver
- Heddy Lester (1950-2023), zangeres en actrice
- Martine Letterie (1958), kinderboekenschrijfster
- Hans Leutscher (1952), beeldhouwer en fotograaf
- Nicky van Leuveren (1990), atlete
- Anneke Levelt Sengers (1929-2024), natuurkundige
- Marcel Levi (1964), internist en hoogleraar
- Elka de Levie (1905-1979), gymnaste
- Alain de Levita (1959), televisie- en filmproducent en regisseur
- David de Levita (1926-2019), hoogleraar, psychiater
- Loek de Levita (1930-2004), televisieproducent; vader van Alain en Robin
- Robin de Levita (1959), televisie- en theaterproducent
- Berget Lewis (1971), zangeres
- Trudy Libosan (1940), (stem)actrice
- Gerard Isaac Lieftinck (1902-1994), hoogleraar en publicist
- Maurits Lieftinck (1904-1985), bioloog
- Rachel van Lier (1856 - 1939), pianiste en zangeres
- Yaël Liesdek (2001), voetballer
- Ruben Ligeon (1992), voetballer
- Jan Ligthart (1859-1916), schrijver, onderwijsvernieuwer
- Lil' Kleine (1994), rapper
- Jannes Limperg (1942), beeldhouwer en medailleur
- Théodore Limperg (1879-1961), hoogleraar in de bedrijfseconomie
- Wibo van de Linde (1938-2018), programmamaker, journalist, presentator
- Yehudi Lindeman (1938-2022), taalkundige, Holocaustonderzoeker
- Ton ter Linden (1935), grafisch ontwerper en tuinarchitect
- Dick van der Linden (1937), beeldhouwer
- Hiske van der Linden (1954), actrice
- Willy Lindwer (1946), cineast
- Patricia Linhard (1957), politica
- Moos Linneman (1931-2020), bokser
- Marijke Linthorst (1952-2025), politica
- Elsa Lioni (1915-1983), actrice, zangeres
- Carla Lipp (1934-2017), actrice en danseres
- Hubert van Lith (1908-1977), beeldhouwer en medailleur
- Dana Lixenberg (1964), fotografe
- Guillaume Lo-A-Njoe (1937), beeldend kunstenaar
- Lobo (1955-2025), zanger en docent
- David Jessurun Lobo (1884-1926), toneelacteur
- Frank Lodeizen (1931-2013), beeldend kunstenaar
- Rifka Lodeizen (1972), actrice
- Lisa Loeb (1989), cabaretière, actrice en schrijfster
- Theo Loevendie (1930), componist en klarinetspeler
- Leijn Loevesijn (1949), wielrenner
- Jermano Lo Fo Sang (1991), voetballer
- Dick Loggere (1921-2014), hockeyer
- Hansje van Loghem (1917-1983), verzetsstrijder
- Joghem van Loghem (1914-2005), hoogleraar, immunoloog, wetenschapper
- Lot Lohr (1963), (stem)actrice
- Peter Lohr (1933-1983), cabaretier en theaterdirecteur
- Nic Loning (1925-1984), kunstenaar
- Pieter van Loon (1801-1873), schilder en tekenaar
- Maud van Loon (1857-1945), schilder
- Thora van Loon-Egidius (1864-1945), dame du palais van koningin Wilhelmina
- Herman Loonstein (1958), advocaat
- Philip Loots  (1865-1916), componist
- Tyrone Loran (1981), voetballer
- Fajah Lourens (1981), actrice
- Ernst Löw (1964), acteur en singer-songwriter
- Victor Löw (1962; geb. als Victor Arthur Löwenstein), acteur
- Tom Löwenthal (1954), musicus, dirigent en componist
- Huub van der Lubbe (1953), zanger, acteur
- Eric Lucassen (1974), politicus
- Reinier Lucassen (1939-2025), kunstschilder
- Lucebert (1924-1994; pseudoniem van Lubertus Jacobus Swaanswijk), kunstschilder, tekenaar, dichter
- Derrick Luckassen (1995), voetballer
- Willem Ernst Lüdeking (1802-1882), genees-, heel- en vroedmeester
- Marjan Luif (1947), actrice en comédienne
- Guus Luijters (1943-2025), schrijver en journalist
- Gijs Luirink (1983), voetballer
- Cees van Lunteren (1934), korfballer, korfbalcoach
- Oger Lusink (1947), modeondernemer
- Bertus Lüske (1944-2003), vastgoedhandelaar, crimineel
- Charly Luske (1978), zanger, acteur
- Marcel Lüske (1953), professioneel pokerspeler
- Toon Lüske (1897-1926), schilder, graficus
- Ellie Lust (1966), politiewoordvoerder
- Marion Lutke (1958), presentatrice
- Alida Lütkemann (1869-1942), operazangeres
- Joris Luyendijk (1971), journalist

### M
- Jacqueline van Maarsen (1929-2025), boekbindster en schrijfster
- Ellis van Maarseveen (1962), actrice
- Maarten Maartens (1858-1915), schrijver
- Hendricus van der Maas (1899-1987), vliegtuigbouwkundige
- Louis van der Maas (1869-1955), beeldhouwer
- Trude Maas-de Brouwer (1946), politica en bestuurder
- Elfi Maass (2003), voetbalster
- Nol Maassen (1922-2009), ambtenaar en politicus
- Sherjill Mac-Donald (1984), voetballer
- Marie Henri Mackenzie(1878-1961), kunstschilder
- Lils Mackintosh (1955-2023), zangeres, componiste en actrice
- Calvin Mac-Intosch (1989), voetballer
- Achraf Madi (2002), voetballer
- Olga Madsen (1947-2011), (tv-)regisseur en producente
- Joan Maetsuycker (1606-1678), advocaat; van 1653-1678 gouverneur-generaal van de VOC
- Albert Magnus (1642-1689), boekbinder en uitgever
- Marcel Maijer (1965), sportjournalist, presentator
- Adam Mami (2001), voetballer
- Henri van der Mandere (1883-1959), journalist en vredesactivist
- Eva van Manen (1989), zangeres, liedschrijver, dichter, theatermaker en muziekproducent
- Willem van Manen (1940-2024), jazzcomponist en -trombonist
- Volkert Manger Cats (1942), cardioloog
- Manke Nelis (1919-1993; pseudoniem van Cornelis Pieters), zanger en bassist
- Mounira Hadj Mansour (1989), actrice
- Dave Mantel (1981-2018), acteur, model en fotograaf
- Rosa Manus (1881-1942), pacifiste en activiste voor het vrouwenkiesrecht en vrouwenrechten
- Fien de la Mar (1898-1965), actrice
- Hennie Marinus (1938-2018), wielrenner
- Peter Jan Margry (1956), wetenschapper, auteur
- Henk Marquart Scholtz (1946), politicus
- Colla Marsman (1963), actrice, regisseuse
- Maaike Martens (1976), actrice en zangeres
- Angelo Martha (1982), voetballer
- Gonny van der Maten (1959), organist, componist en muziekpedagoog
- Diana Matroos (1971), presentatrice
- Sandra Mattie (1970), actrice
- Sofyan Mbarki (1984), politicus
- Philip Mechanicus (1936-2005), fotograaf, publicist
- Clous van Mechelen (1941; artiestennaam van Jack van Mechelen), cabaretier, componist
- Job van Meekeren (1611-1666), heelmeester
- Jaap van Meekren (1923-1997), televisiejournalist en presentator
- Pim van de Meent (1937-2022), voetballer en voetbaltrainer
- Ruben van der Meer (1970), acteur en cabaretier
- Karin Meerman (1944), actrice
- Frank Meester (1970), filosoof
- Eduard Meijer (1878-1929), zwemmer
- Erik Meijer (1944), socialistisch politicus
- Famke Louise Meijer (1998), vlogger, model en zangeres
- Ischa Meijer (1943-1995), schrijver en televisiepresentator
- Jan Meijer (1921-1993), atleet
- Jill Meijer (1996), handbalster
- Johnny Meijer (1912-1992), accordeonist
- Mariane Antoinette Meijer (1805-1886), kunstschilder
- Peter Meijer (1946-2011), politicus
- Josan Meijers (1955), politica
- Mario Melchiot (1976), voetballer
- Elise Menagé Challa (1888-1962), opera- en concertzangeres
- Joseph Mendes da Costa (1863-1939), beeldhouwer
- Maurits Benjamin Mendes da Costa (1851-1938), schrijver
- Queensy Menig (1995), voetballer
- Helena Mercier (1839-1910), schrijfster en sociaal-liberaal feministe
- Hurşut Meriç (1983), voetballer
- Dylan Mertens (1995), voetballer
- Jan Messchert van Vollenhoven (1812-1881), politicus, Kamerlid
- Edward Metgod (1959), voetbaldoelman, voetbaltrainer
- John Metgod (1958), voetballer, voetbaltrainer
- Hugo Metsers (1968), acteur
- Colette Metz-la Croix (1933-1994), textielkunstenaar
- Jaap Metz (1941-2016), politicus en journalist
- Loekie Metz (1918-2004), beeldhouwer
- Marcelle Meuleman (1947), balletdanseres, actrice, regisseuse en scenarioschrijfster
- Gejus van der Meulen (1903-1972), voetbalkeeper
- Heleen ter Meulen (1872-1953), pionier van het medisch maatschappelijk werk
- John Meulenhoff (1906-1978), uitgever
- Frits Meuring (1882-1973), zwemmer
- Bert Mewe (1946-2024), politicus
- Lodewijk Meyer (1629-1681), toneelschrijver, vertaler
- Johann Georg Mezger (1838-1909), arts en masseur
- Rinus Michels (1928-2005), voetballer en voetbaltrainer
- Tessel Middag (1992), voetbalster
- Joop Middelink (1921-1986), wielrenner en wielercoach
- Han van Midden (1977), politicus
- Suze Middendorp (1869-1973), kunstschilderes
- Daryl van Mieghem (1989), voetballer
- John Mieremet (1960-2005), crimineel
- Frans Mijnssen (1872-1954), toneelschrijver, maecenas en assuradeur
- Aidan Mikdad (2001), pianist
- Rob Milton (1899-1970), acteur
- Dave Minneboo (1973), radiobestuurder
- Monne de Miranda (1875-1942), diamantbewerker, wethouder en Holocaustslachtoffer
- Quinty Misiedjan (1996), influencer, presentator, youtuber (Quinsding)
- Talisia Misiedjan (1990), actrice, mede-eigenaar castingbureau
- Leo Mock (1968-2023), rabbijn en hoogleraar
- Thea Moear (1951), crimineel, drugssmokkelaarster
- Ank van der Moer (1912-1983), actrice
- Sevaio Mook, (Sevn Alias, 1996), rapper
- Albert Mol (1917-2004), acteur
- Hans Mol (1947), voetballer
- Frans Molenaar (1940-2015), couturier
- Johan de Molenaar (1894-1969), pianist, dichter en vertaler
- Marjena Moll (1967), actrice
- Henk Molleman (1935-2005), PvdA-politicus, wetenschapper
- Hendrik Moller (1869-1940), wetenschapper, politicus
- Dolly Mollinger (1911-2004), actrice
- Enny Mols-de Leeuwe (1898-1982), actrice
- Michael Mols (1970), voetballer
- Jack Monkau (1939), acteur
- Harry Mooten (1928-1996), accordeonist
- Tonny More (1922-1985), zanger, gitarist Cocktail Trio
- John Möring (1925-2017), producer, songwriter en pianist
- Murth Mossel (1970), rapper, presentator, stand-upcomedian
- Jacques van Mourik (1879-1971), kunstschilder
- Djuwa Mroivili (1998), pianist
- Ibad Muhamadu (1982), voetballer
- Marianne Muis (1968), zwemmer
- Mildred Muis (1968), zwemmer
- Frans Mulder (1953), acteur en cabaretier (Purper)
- Tom Mulder (1947-2020), diskjockey en ondernemer
- Paul Mulders (1981), voetballer
- Bennie Muller (1938-2024), voetballer
- Danny Muller (1969), voetballer
- Frits Müller (1932-2006), politiek tekenaar en cartoonist
- One'sy Muller (1980), radio dj
- Gerard Muller (1861-1929), kunstschilder
- Salo Muller (1936), fysiotherapeut, journalist en publicist
- Catharina Muller-Thijm (1831-1912), schaakster
- Robin Muller van Moppes (1984), voetballer
- Danny de Munk (1970), (musical)acteur en zanger
- Daphny Muriloff (1967), actrice, tv-producente
- Frans Muriloff (1904-1999), choreograaf, artiestenmanager en radioproducent
- Jan Musch (1875-1960), toneelspeler en -leider

### N
- Jan Coenraad Nachenius (1890-1987), kunstschilder, etser, graficus, SS'er en NSB-collaborateur
- Ronny Naftaniel (1948), activist, directeur van het Centrum Informatie en Documentatie Israel
- Jan Nagel (1939), politicus, programmamaker
- Karel Nagel (1934-1979), PvdA-politicus, Tweede Kamerlid
- Piet Nak (1906-1996), vuilnisman, communistisch verzetsstrijder (mede-organisator Februaristaking in 1941), goochelaar en vredesactivist
- Annabel Nanninga (1977), journaliste/columniste en politica
- Paul Natte (1944), musicus, arrangeur, producent en componist
- Sarah Nauta (1998), zangeres en actrice
- Imran Nazih (2006), voetballer
- Guusje Nederhorst (1969-2004), actrice, zangeres
- Diny de Neef (1926-1978), actrice
- Negativ (1982), rapper
- Gregory Nelson (1988), voetballer
- Helma Neppérus (1950), roeister, sportbestuurder, ambtenares en politica
- Anouk van Nes (1971), danseres, actrice, presentatrice
- Margaretha Jacoba de Neufville (1775-1856), schrijfster
- Mia Nicolai (1996), zangeres
- Nada van Nie (1967), actrice, presentatrice
- Daan Nieber (1980), televisiemaker en -presentator
- Ivo Niehe (1946), televisiepresentator, -producent en -programmamaker
- Ed Nieman (1961), zanger, producer, presentator
- Rick Nieman (1965), nieuwslezer en tv-presentator
- Leonie van Nierop (1879-1960), historica
- Ans Niesink (1918-2010), atlete
- Constant Nieuwenhuijs (1920-2005), kunstschilder
- Jet van Nieuwkerk (1989), presentatrice en foodjournaliste/publiciste
- Kees van Nieuwkerk (1988), filmregisseur en columnist
- Matthijs van Nieuwkerk (1960), journalist en tv-presentator
- Astrid Nijgh (1949), zangeres en componiste
- Loudi Nijhoff (1900-1995), actrice
- Rob de Nijs (1942-2025), zanger, acteur
- Jeroen Nobel (1960), politicus
- Louis Noiret (1896-1968), zanger, componist, pianist
- Agnes Nolte (1896-1976), docente en politica
- Hélène Nolthenius (1920-2000), schrijver, hoogleraar, cultuurhistorica
- Piet Nolting (1852-1923), politicus
- Beppie Nooij jr. (1919-1979), actrice, toneelregisseuse
- Beppie Nooij sr. (1893-1976), toneelspeelster
- Reinier Nooms (1623-1688), kunstschilder
- Bob Noorda (1927-2010), designer
- Saskia Noorman-den Uyl (1946), PvdA-politica
- Frans van Norden (1921-1967), muzikant
- Maarten van Norden (1955-2024), muzikant en componist
- Lea Nordheim (1903-1943), gymnaste
- Abdelhak Nouri (1997), voetballer
- Dai Dai N'tab (1994), schaatser
- Joost Nuissl (1945), kleinkunstenaar, liedjesschrijver
- Rien van Nunen (1912-1975), acteur
- Piet te Nuyl sr. (1892-1960), acteur

### O
- Hanna Obbeek (1998), actrice
- Anthony Oberman (1781-1845), kunstschilder
- Thomas Odukoya (1997), Americanfootballspeler
- Sophie van Oers (1983), actrice
- Han Oldigs (1958), acteur en zanger
- Jacob Olie (1834-1905), fotograaf
- Sam Olij (1900-1975), bokser
- Kees Olthuis (1940-2019), componist en musicus
- Theo Olthuis (1941-2024), schrijver en dichter
- Terell Ondaan (1993), voetballer
- Bert Onnes (1938-2018), tafeltennisser
- André Ooijer (1974), voetballer
- Antoine Oomen (1945), componist
- Janus Ooms (1866-1924), roeier
- Johan Ooms (1944-2020), acteur
- Piet Ooms (1884-1961), zwemmer
- Jan Oostenbrink (1935), econoom, staatssecretaris
- Huub Oosterhuis (1933-2023), priester, dichter, theoloog
- Nick Oosterhuis (1952-2021), multi-instrumentalist, zanger en componist
- Tjeerd Oosterhuis (1971), componist, producer
- Trijntje Oosterhuis (1973), zangeres
- Jan Oosterman (1876-1963), kerkschilder en glazenier
- Cornelia Maria van Ooy (1877-1935), politie-inspecteur
- Semna van Ooy (1961), beeldend kunstenaar
- Joost Oranje (1962), journalist
- Huib Orizand (1904-1991), hoorspelacteur
- Henny Orri (1925-2022), actrice
- Arie van Os (1937), zakenman en (sport)bestuurder, van 1989 tot 2001 penningmeester van AFC Ajax
- Ab Osterhaus (1948), viroloog
- Hans Otjes (1947), acteur
- Rini Otte (1917-1991), actrice en beeldend kunstenares
- Jan Otten (1942-2024), sex-ondernemer
- Kees Otten (1924-2008), blokfluitist
- Willem Jan Otten (1951), dichter en schrijver
- Wouter Oudemans (1951-2024), filosoof, hoogleraar
- Gonny van Oudenallen (1957), politica, ondernemer
- Frederic van der Oudermeulen (1797-1864), koopman, politicus
- Rob Oudkerk (1955), arts en politicus (wethouder)
- Bodil Ouédraogo (1995), beeldend kunstenaar
- Mimoun Ouled Radi (1977), acteur
- Dennis Overeem (1971), acteur, regisseur, producent en casting director
- Tom Overtoom (1990), voetballer
- Niels Overweg (1948), voetballer
- Quincy Owusu-Abeyie (1986), Ghanees-Nederlands voetballer
- Yuksel Ozince (Yukkie B) (1969), rapper
- Diana Ozon (1959), dichteres

### P
- Mau P (1996), dj, producer
- Sergio Padt (1990), voetballer
- Jetty Paerl (1921-2013), zangeres en cabaretière
- Leo Pagano (1920-1999), radioverslaggever, sportjournalist
- Roberta Pagnier (1979), televisiekok en presentatrice
- Bram Pais (1918-2000), Nederlands-Amerikaans natuurkundige en wetenschapshistoricus
- Max Pam (1946), journalist, schaker, schrijver en televisiemaker
- Koene Dirk Parmentier (1904-1948), gezagvoerder bij de KLM
- Bodil de la Parra (1963), actrice en toneelschrijfster
- Erasmo de la Parra (1987), filmregisseur en muziekproducent
- Nina de la Parra (1987), theatermaakster
- Ab te Pas (1910-1981), politicus
- Arie Passchier (1936-2019), volkszanger
- Mike Passenier (1969), kickbokstrainer
- Alex Pastoor (1966), voetballer en voetbaltrainer
- Raffaëla Paton (1983), zangeres
- Tom Pauka (1934), radioprogrammamaker en organisatieadviseur
- Robert Paul (1949), entertainer en imitator
- Pieter Pauw (1564-1617), botanicus, anatoom en hoogleraar
- Vera Pauw (1963), voetbalster en voetbalcoach
- Marcel Peeper (1965), voetballer
- Elja Pelgrom (1951-1995), actrice
- Zita Pels (1986), politica (GroenLinks); wethouder sinds 2022
- Jaap Penraat (1918-2006), architect, industrieel ontwerper, verzetsstrijder in de Tweede Wereldoorlog
- Martin Perels (1960-2005), acteur (Q & Q)
- Pieter Perquin (Perquisite) (1982), muziekproducer, muzikant en componist
- Lily Petersen (1913-2004), radiopresentatrice
- Ankie Peypers (1928-2008), dichteres, schrijfster, journaliste en feministe
- Ietje Pfrommer-Louwen (1935), schaatsster
- Gretha Pieck (1898-1920), graficus, schilder
- Peter Piekos (1918-2000; pseudoniem van Pieter Koster), variétéartiest, conferencier, (stem)acteur
- Cindy Pielstroom (1970), fotomodel en televisiepresentatrice
- Johanna Pieneman (1889-1986), kunstschilderes
- Nicolaas Pieneman (1880-1938), kunstschilder
- Nicolaas Pierson (1839-1909), bankier, econoom, politicus
- Eddy Pieters Graafland (1934-2020), voetbalkeeper
- Heleen Pimentel (1916-2008), actrice
- Jaymillio Pinas (2002), voetballer
- Menachem Pinkhof (1920-1969), Nederlands-Israëlisch onderwijzer en verzetsstrijder
- Benjamin Pinto (1980), voetballer
- Mitchell Piqué (1979), voetballer
- Pitou (1993), singer-songwriter
- Jan Plas (1945-2010), vechtsporter
- Jetze Plat (1991), handbiker
- Glynor Plet (1987), voetballer
- Jan Dirk van der Ploeg (1927-2025), hoogleraar
- Hans Plomp (1944-2024), schrijver en dichter
- Jack Plooij (1961), tandarts, sportjournalist
- Joan Pluimer (1647-1718), toneelschrijver, schouwburgdirecteur
- Eddy Poelmann (1950), sportverslaggever
- Rydell Poepon (1987), voetballer
- Frans Pointl (1933-2015), schrijver
- Andrea van Pol (1962), presentatrice
- Liesbeth van der Pol (1959), architecte
- Marieke van der Pol (1953), actrice en schrijfster van scenario's en proza
- Ans Polak (1906-1943), gymnaste
- Bob Polak (1947), publicist, columnist en criticus
- Clairy Polak (1956-2023), journaliste en presentatrice
- Henri Polak (1868-1943), vakbondsbestuurder, politicus
- Marvin Polak (1978), ondernemer, politicus
- Sacha Polak (1982), film- en documentairemaakster
- Willem Polak (1915-1993), oorlogsmisdadiger
- Wim Polak (1924-1999), politicus (onder andere burgemeester van Amsterdam 1977-1983)
- Johan Polet (1894-1971), beeldhouwer
- Willem Gerrit van de Poll (1763-1836), politicus, financieel specialist
- Bas Pollard (1959), dirigent
- Judith Pollmann (1964), historicus en hoogleraar
- Wim Poncia (1914-2000), acteur
- René Ponk (1971), voetbaldoelman
- Bob Ponsen (1947-2010), voetballer
- Sylvain Poons (1896-1985), acteur, zanger, revueartiest
- Henk Poort (1956), musicalzanger, operazanger, acteur
- Johannes Willem Pootjes (1890-1970), kunstenaar, ondernemer, vredeactivist en publicist
- Peter Portengen (1966), handballer en handbalcoach
- Frits Portielje (1886-1965), bioloog en journalist
- Peter Post (1933-2011), wielrenner
- Waldemar Post (1936-2020), illustrator
- Douwe Bob Posthuma (1992), zie bij D(ouwe Bob)
- Eddy Posthuma de Boer (1931-2021), fotograaf
- Nicolaas Posthumus (1880-1960), econoom en hoogleraar
- Jan Postma (1895-1944), CPN-politicus, verzetsstrijder in de Tweede Wereldoorlog
- Ko Pot (1958), voetballer
- Ella van Poucke (1994), celliste
- Chiel van Praag (1949), presentator
- Jaap van Praag (1910-1987), sportbestuurder
- Marga van Praag (1946), presentatrice, journaliste
- Max van Praag (1913-1991), zanger
- Michael van Praag (1947), sportbestuurder, ondernemer
- Siegfried van Praag (1899-2002), schrijver
- Milja Praagman (1971), illustratrice en maker van prentenboeken
- Henriëtte Prast (1955), hoogleraar, columniste en senator
- Benno Premsela (1920-1997), industrieel vormgever en homoactivist
- Gerard Prent (1954), kunstschilder
- Jacques Presser (1899-1970), historicus, schrijver en dichter
- Abraham Prins (1912-1982), opperrabbijn van Groningen en Overijssel
- Annemarie Prins (1932), actrice, regisseuse en schrijfster
- Co Prins (1938-1987), voetballer
- Hannah Prins (1997), schrijfster en mileuactiviste
- Lodewijk Prins (1913-1999), schaker
- Ralph Prins (1926-2015), beeldend kunstenaar
- Karel Prior (1924-1997), acteur en presentator
- Jerold Promes (1984), voetballer
- Quincy Promes (1992), voetballer
- Ton Pronk (1941-2016), voetballer
- Marja Pruis (1959), columniste en schrijfster
- George Puchinger (1921-1999), historicus en publicist
- Jan Punt (1711-1779), toneelspeler en beeldend kunstenaar

### Q
- Paul Quasten (1985), voetballer
- Andries Querido (1912-2001), arts en hoogleraar
- Arie Querido (1901-1983), arts en sociaal-geneeskundige
- Emanuel Querido (1871-1943), boekhandelaar, uitgever
- Israël Querido (1872-1932), schrijver
- Catharina Questiers (1631-1669), dichteres en toneelberijmster
- Anton Quintana (= Anton Kuyten) (1937-2017), schrijver
- Huibert Victor Quispel (1906-1995), marineofficier
- Wim Quist (1930-2022), architect

### R
- Marianne van Raamsdonk (1919-2003), verzetsstrijder
- Riek de Raat (1918-2018), kunstschilder
- Alexandra Radius (1942), ballerina
- Anton Rädecker (1887-1960), beeldhouwer
- John Rädecker (1885-1956), beeldhouwer
- Willem Rädecker (1883-1971), beeldhouwer
- Liv Rademaker (2006), Nederlands voetbalster
- Max Raedecker (1914-1987), schilder
- Roef Ragas (1965-2007), acteur
- Jaap Ramaker (1939-2024), ambassadeur
- Lodewijk Napoleon van Randwijck (1807-1891), politicus
- Jaap Rang (1931-2016), hoogleraar en ombudsman
- Liesbeth Rasker (1988), journaliste en columniste
- Steye Raviez (1943-2017), fotograaf
- Jörgen Raymann (1966), cabaretier, televisiepresentator
- Daishawn Redan (2001), voetballer
- Frederic Joseph Maria Anton Reekers (1842-1922), schaepmanniaans politicus
- Adriaan Rees (1957), beeldend kunstenaar
- Jo van Regteren Altena (1876-1954), textielkunstenares, galeriehoudster
- Martinus van Regteren Altena (1866-1908), schilder
- Jan Wouter van Reijen (1943-2024), cameraman en regisseur
- Michel Reijinga (1967-2025), activist en politicus
- Halina Reijn (1975), actrice
- Rob van Reijn (1929-2015), pantomimespeler
- Frans Reijnders (1916-2005), politicus
- Victor Reinier (1963; geb. als Victor Reinier Nieuwenhuijzen), acteur, presentator
- Patricia Remak (1965), juriste en politica (onder andere portefeuillehoudster Zuid-Oost)
- Han Rensenbrink (1928-1989), bioloog, schrijver en presentator
- Rob Rensenbrink (1947-2020), voetballer
- Tonny van Renterghem (1919-2009), verzetsstrijder, schrijver, fotograaf
- Aram van de Rest (1976), acteur
- Sjoera Retèl (1969), actrice
- Ria Rettich (1939-2006), kunstschilder
- Josine Reuling (1899-1961), schrijver
- Martijn Reuser (1975), voetballer
- Frits Reuter (1912-1985), politicus, vakbondsbestuurder
- Gerard (van het) Reve (1923-2006), schrijver en dichter
- Jonathan van het Reve (1983), schrijver
- Karel van het Reve (1921-1999), letterkundige, vertaler, essayist, schrijver en columnist
- Marc-Michel Rey (1720-1780), uitgever-drukker, journalist
- Anna Reijnvaan (1844-1920), verpleegkundige
- Said Rharissi (1986), rapper
- Richenel (1957-2020), zanger
- Mario Ridder (1972), chef-kok
- Daniel de Ridder (1984), voetballer
- Jetty Riecker (1895-1980), toneelspeelster, moeder van Ko van Dijk jr.
- Mark Rietman (1960), acteur en regisseur
- Maceo Rigters (1984), voetballer
- Mirjam de Rijk (1962), journaliste, politica, milieu- en vredesactiviste
- Frank Rijkaard (1962), voetballer en voetbalcoach
- Dick van Rijn (1914-1996), sportverslaggever
- Cora Ringelberg (1964-2025), danseres en choreografe
- Else Ringnalda (1958), beeldhouwer
- Roy Ristie (1953-2021), presentator en politicus
- Hubert Ritzenhofen (1879-1961), kunstschilder
- René Riva (1979), zanger, acteur en presentator
- Toby Rix (1920-2017), acteur, clown, zanger en entertainer
- Laura Robben (1962), handbalster
- Jacobus Robijn (1649-1707), kaartinkleurder, graveur, drukker, prentverkoper, boekverkoper, auteur en uitgever
- Willem Frederik Röell (1767-1835), regent, minister, Eerste Kamervoorzitter
- Willem Röell van Hazerswoude (1793-1841), directeur van De Nederlandsche Bank, Tweede Kamerlid
- Sara Roelofs (1627-1693), vertaalster in Nieuw-Amsterdam
- Dave Roelvink (1994), model en dj
- Donny Roelvink (1997), model en acteur
- Dries Roelvink (1959), zanger
- Thom Roep (1952), scenarist van stripverhalen
- Ad Roest (1948), politicus
- Henk Rogers (1953), computerspelontwerper en ondernemer
- Cornelius Rogge (1932-2023), beeldhouwer
- Geertruydt Roghman (1625-1651/1657), tekenares en etster
- Magdalena Roghman (1632-na 1699), tekenaar en graveur
- Edsilia Rombley (1978), zangeres
- Bart Römer (1957), tv-producent, toneelspeler, columnist, kinderboek- en hoorspelschrijver
- Han Römer (1948), acteur en scenarioschrijver
- Nienke Römer (1975), actrice
- Paul Römer (1928-2007), tv-regisseur en cameraman
- Paul Römer (1962), tv-producent
- Peter Römer (1952), acteur, scenarioschrijver, tv-regisseur en -producent
- Piet Römer (1928-2012), acteur
- Thijs Römer (1978), acteur
- Michiel Romeyn (1955), acteur
- Rob Ronalds (1966), zanger
- Henriëtte Ronner-Knip (1821-1909), Nederlands-Belgisch kunstschilderes
- Johannes Röntgen (1898-1969), componist, pianist en dirigent
- Arnold Rood (1952-2012), zwemmer
- Gerda Roodenburg-Slagter (1940), keramist
- Stacey Rookhuizen (1986), ondernemer en presentatrice
- Raymond de Roon (1952), officier van justitie en politicus (onder andere Tweede Kamerlid PVV)
- Eddy Roos (1949), tekenaar, beeldhouwer en tuinarchitect
- Anni de Roos (1890-1974), naaldkunstenaar en tekenaar
- Ger de Roos (1913-1994), accordeonist, pianist en orkestleider
- Gerrit Roos (1898-1969), gewichtheffer
- Govert de Roos (1953), fotograaf
- Nel Roos-Lodder (1914-1996), atlete
- Theo Roos (1946), bestuurder muziekindustrie
- Willem Rooseboom (1843-1920), publicist, Tweede Kamerlid, gouverneur-generaal van Nederlands-Indië
- Simone Rooskens (1939), actrice
- Jan Roothaan (1785-1853), generaal-overste van de Jezuïeten-orde
- Pablo Rosario (1997), voetballer
- Pieter Roscam Abbing (1939), burgemeester
- Netty Rosenfeld (1921-2001), programmamaakster
- Gert Rosenthal (1935), Guatemalteeks econoom en diplomaat
- Raies Roshanali (1995), voetballer
- Yesser Roshdy (Yes-R) (1986), rapper
- Willy Rösingh (1900-1976), roeier
- Ru van Rossem (1924-2007), beeldhouwer, tekenaar, graficus
- Jan Cornelis van Rossum (1820-1905), schilder, tekenaar en lithograaf
- Florrie Rost van Tonningen (1914-2007), nationaalsocialiste
- Sara Rothé (1699-1751), kunstverzamelaarer
- Felix Rottenberg (1957), politicus, programmamaker
- Elske Rotteveel (1991), Nederlands actrice
- Bryan Roy (1970), voetballer
- Louis le Roy (1924-2012), beeldend kunstenaar en schrijver
- Jules Royaards (1935), acteur
- Heleen van Royen (1965), schrijfster, columniste
- Ton van Royen (1961), journalist, presentator
- Bernard Rübsamen (1964-2024), fotograaf
- Marten Rudelsheim (1873-1920), flamingant
- Hans Ruf jr. (1924–2017), journalist en tekstschrijver
- Robbin Ruiter (1987), voetbaldoelman
- Jasha Rudge (1996), acteur en zanger
- Jesse van Ruller (1972), jazzgitarist, componist en docent
- Jean Rummenie (1953), politicus
- Riek van Rumt (1897-1985), gymnaste
- Wim Ruska (1940-2015), judoka
- An Rutgers van der Loeff (1910-1990; geboren als Anneke Basenau), schrijfster
- Bram Rutgers (1884-1966), politicus, gouverneur van Suriname
- Cor Ruys (1889-1952), acteur, cabaretier
- Willy Ruys (1909-1983), acteur

### S
- Liane Saalborn (1923-1989; geb. Zaalborn), actrice
- Harry Sacksioni (1950), gitarist
- Ben Sajet (1887-1986), arts, bestuurder en politicus
- Mady Saks (1941-2006), filmregisseuse
- Yassir Salah Rahmouni (2006), voetballer
- Abraham Salm (1857-1915), architect
- Izak Salomons (1938-2025), architect en journalist
- Rudolph Hendrik Saltet (1853-1927), hoogleraar
- Jamile Samuel (1992), atlete
- Tjendo Samuel (1989), atleet
- Matthijs van de Sande Bakhuyzen (1988), acteur
- Roeltje van de Sande Bakhuyzen (1992), actrice
- Frank Sanders (1946), acteur, zanger, choreograaf, danser
- Renée Sanders (1959-2023), regisseur, radiomaker, schrijfster en journalist
- Theo Sanders (1847-1927), architect en ingenieur; directeur van de Noord-Hollandsche Tramweg Maatschappij, exploitant van de Waterlandse tram
- Joost van Santen (1929-2025), beeldend kunstenaar
- Dabney dos Santos (1996), voetballer
- Judith Sargentini (1974), politica
- Samuel Sarphati (1813-1866), arts, chemicus, weldoener en broodfabrikant
- Jeffrey Sarpong (1988), voetballer
- Rim Sartori (= Elisabeth Panhuijsen) (1933), schrijfster en dichteres; ereburger van Almere
- Viviane Sassen (1972), beeldend kunstenares en fotografe
- Derk Sauer (1952-2025), journalist en uitgever
- Johannes Schaap (1823-1889), bisschop van Paramaribo
- Michael Schaap (1968), documentairemaker, programmamaker en regisseur
- Nico Schaap (1946-2009), acteur
- Alexander Schabracq (1957), kunstenaar
- Jan Schaefer (1940-1994), politicus (wethouder)
- Bobby Schagen (1990), handballer
- Frans van Schaik (1907-1990), zanger
- Ruben Schaken (1982), voetballer
- Anneke Schat (1942), sieraadontwerper, kunstenaar
- Dick Scheffer (1929-1986), acteur
- Stans Scheffer (1914-1982), zwemmer
- Albertine Schelfhout-van der Meulen (1891-1968), schrijfster en 'radio-moeder'
- Danny Schenkel (1978), voetballer
- Jan Schenkman (1806-1863), onderwijzer, schrijver, dichter en vertaler
- Peggy Jane de Schepper (1971), actrice
- Erik Scherder (1951), hoogleraar neuropsychologie aan de VU en bewegingswetenschappen aan de RUG
- Elsje Scherjon (1938), actrice
- Johannes Leendert Scherpenisse (1888-1966), fotograaf
- Anton van Schijndel (1960), politicus (VVD, later EénNL)
- Bob van Schijndel (1945), politicus, homorechtenactivist
- Francis David Schimmelpenninck (1854-1924), politicus
- Gerrit Schimmelpenninck (1794-1863), ondernemer, Tweede Kamerlid
- Rutger Jan Schimmelpenninck van Nijenhuis (1821-1893), advocaat, staatsman
- Luud Schimmelpennink (1935), politicus
- Annefleur Schipper (1991), programmamaker, podcastmaker en (eind)redacteur
- K. Schippers (= Gerard Stigter) (1936-2021), dichter en prozaschrijver
- Bart Schmidt (1930-2024), journalist
- Ivo Schöffer (1922-2012), historicus
- Jan Schokking (1864-1941), jurist, theoloog, minister van Justitie
- Wim Schokking (1900-1960), jurist, politicus
- Annemieke Schollaardt (1979), radio-dj
- Bob Scholte (1902-1983), zanger
- Rob Scholte (1958), kunstenaar
- Gabe Scholten (1921-1997), atleet
- Geb Scholten (1909-1999), jurist
- Lex Scholten (1954-2024), politicus
- Paul Scholten (1875-1946), rechtsgeleerde
- Ynso Scholten (1918-1984), jurist en politicus
- Henricus Schölvinck (1901-1975), politicus
- Judy Schomper (1956), violiste
- Eegje Schoo (1944), politica en diplomate
- Hendrik Jan Schoo (1945-2007), journalist en columnist
- Frans Schoofs (1939-2004), tafeltennisser
- Youri Schoonderwaldt (2000), voetballer
- Herman Schoordijk (1926-2018), jurist en hoogleraar
- Thomas Schoorel (1989), tennisser
- Mien Schopman-Klaver (1911-2018), atlete
- Hermanus Petrus Schouten (1747-1822), kunstenaar
- Johannes (Jan) Schouten (1716-1792), kunstenaar
- Sjakie Schram (1927-1989), volkszanger
- Cobi Schreijer (1922-2005), zangeres, feministe
- Huib Schreurs (1948), muzikant, boekwinkeleigenaar, manager
- Elka Schrijver (1899-1989), journalist, tekstschrijver, verzetsstrijder
- Kees Schrikker (1898-1993), beeldhouwer
- Martin Schröder (1931-2024), piloot en ondernemer
- Wim Schuijt (1909-2009), onderwijzer, verzetsstrijder, journalist en politicus
- Roy Schuiten (1950-2006), wielrenner en ploegleider
- Jan Schultsz (1872-1945), beeldhouwer
- Johan Christoffel Schultsz (1749-1812), prentmaker
- Wim Schuhmacher (1894-1986), beeldend kunstenaar
- Wil Schuurman (1943), Tweede Kamerlid namens de Centrum Democraten
- Wim Schut (1920-2006), politicus, stedenbouwkundige
- Nanette Schutte (1962), tennisspeelster
- Thérèse Schwartze (1851-1918), portretschilderes
- Charl Schwietert (1943), journalist, politicus (staatssecretaris van Defensie)
- Gregory Sedoc (1981), hordeloper
- Jermaine Sedoc (1977), atleet
- Randy Sedoc (1975), atleet
- Aukje van Seijst (2000), voetbalster
- Will van Selst (1937-2009), acteur, zanger, restauranteigenaar
- Sevn Alias (Sevaio Mook, 1996), rapper
- Orlow Seunke (1952), acteur, regisseur
- Gerson Sheotahul (1987), voetballer
- Hans Sibbel (1958; ook bekend als Lebbis), cabaretier
- Willem Sibbelee (1918-1992), kunstenaar, cabaretier en acteur
- Maria Sickesz (1923-2015), arts en grondlegger van de orthomanuele therapie
- Peter Siebelt (1946), publicist, activist en beveiligingsexpert
- Jan Sierhuis (1928-2023), kunstschilder
- Harry N. Sierman (1927-2007), grafisch vormgever
- Ton Sijbrands (1949), dammer
- Nienke Sikkema (1933), actrice
- Eva Simons (1984), zangeres
- Stella Simons (1888-1989), advocate en feministe
- Xavi Simons (2003), voetballer (PSV)
- Khalid Sinouh (1975), keeper
- Johan Sirag (1918-2000), acteur
- Bert Sitters (1941-2022), topzwemmer, waterpoloër en zwemcoach
- Jan Six (1857-1926), kunsthistoricus, archeoloog
- Pieter Jacob Six (1894-1986), verzetsstrijder in de Tweede Wereldoorlog
- Cornelis Charles Six van Oterleek (1772-1833), politicus
- Sjaak (1985), rapper
- Hassan Slaby (1986), acteur
- Denzel Slager (1993), voetballer
- Johan Slager (1946-2025), gitarist
- Carry Slee (1949), kinderboekenschrijfster
- Hans Sleeswijk (1935-2024), zeiler, theater- en televisieproducent
- Philip Slier (1923-1943), Joods typograaf, vooral bekend om zijn brieven uit Kamp Molengoot
- Marjolein Sligte (1954), actrice
- Henk Slijper (1922-2007), schilder, (vogel)tekenaar en valkenier
- Harry Slinger (1949), zanger
- Bert van Slooten (1960), presentator, journalist
- Meyer Sluyser (1901-1973), journalist, radiocommentator en schrijver
- Anna Sluijter (1866-1931), schilder, illustrator, fotograaf
- Lies Sluijters (1924-2010), atlete
- Bob Smalhout (1927-2015), anesthesist, hoogleraar, columnist en publicist
- Elie Smalhout (1889-1939), grafisch vormgever, tekenaar en boekbankontwerper (vader van Bob)
- Hubert Smeets (1956), journalist en publicist
- Koen Smet (1992), hordeloper
- Ben Smit (1922-2020), architect
- Cees Smit (1940-2025), voetballer
- Floortje Smit (1983), zangeres
- Ger Smit (1933-2012), acteur, stemacteur
- Lisa Smit (1993), actrice
- Theo Smit (1951-2023), wielrenner
- Doortje Smithuijsen (1992), filosoof, documentairemaker en schrijver
- Ben Smits (1929-2008), pianopedagoog
- Els Ingeborg Smits (1944-2011), actrice
- Wendy Smits (1983-2022), handbalster
- Herman Smitshuijzen (1920-2007), zwemmer
- A.L. Snijders (1937-2021), schrijver
- Genaro Snijders (1989), voetballer
- Trins Snijders (1935-2025), actrice
- Shaquill Sno (1996), voetballer
- Dino Soerel (1960), crimineel
- Orminda Soerel (1965), ondernemer, getuige in moordzaken
- Paul van Soest (1947), acteur
- Jacob Soetendorp (1914-1976), rabbijn
- Awraham Soetendorp (1943), rabbijn
- Ellen Soeters (1956), fotomodel, eerste Nederlandse playmate
- Ap Sok (1917-2004), graficus en illustrator
- Ben Sombogaart (1947), regisseur
- Haya van Someren (1926-1980), journaliste, VVD-politica
- Rob van Someren (1963), radio-dj
- Jan Eduard van Someren Brand (1856-1904), journalist; eerste hoofd van het Stedelijk Museum
- Bob Spaak (1917-2011), sportjournalist
- Karin Spaink (1957), activiste, columniste, essayiste, publiciste, schrijfster, feministe
- Maarten Spanjer (1952), acteur, schrijver
- Harry Sparnaay (1944-2017), basklarinettist, componist en dirigent
- Lennart Speijer (1976), Nederlands-Israëlisch voetballer
- Jan van Speijk (1802-1831), marineofficer
- Piet Spel (1924-2007), voetballer
- Anna Speller (1984), actrice
- Jaap Speyer (1891-1952), filmregisseur
- Edo Spier (1926-2022), architect, ontwerper, journalist en politicus
- Peter Spier (1927-2017), Amerikaans illustrator en kinderboekenschrijver
- Jan Spierdijk (1919-1997), schrijver en journalist
- Jan Spiering (1937-1994), beeldhouwer
- Baruch Spinoza (1632-1677), filosoof
- Arno Splinter (1977), voetballer
- Ben Springer (1897-1960), dammer
- Leonard Springer (1855-1940), tuin- en landschapsarchitect
- Daniel Sprong (1997), ijshockeyspeler
- Arthur Staal (1907-1993), architect
- Frits Staal (1930-2012), filosoof en taalkundige
- Jaap Staal (1932-2024), schaker
- Jan Frederik Staal (1879-1940), architect
- Pieter van de Stadt (1968), politicus
- Dagmar Stam (1945), illustratrice
- Sophie van der Stap (1983), schrijfster
- Flip Stapper (1944-2021), voetballer
- Stefan Stasse (1960), radiopresentator
- Willem Frederik van der Steen (1905-1983), atleet
- Jelmer Steenhuis (1954), jurist en puzzel- en spelontwerper
- Cornelius Steenoven (1661–1725), eerste oud-katholieke aartsbisschop van Utrecht
- Thérèse Steinmetz (1933), zangeres, actrice
- Floris Stempel (1877-1910), sportbestuurder
- Miriam Sterman (1944-2020), cultureel antropoloog, surinamist
- Ernst Stern (1926-2007), predikant en theoloog
- Geer Steyn (1945), beeldhouwer, medailleur
- Tonia Stieltjes (1881-1932), dienstbode, vakbondsvrouw en schildersmodel
- Joop van Stigt (1934-2011), architect
- Alie Stijl (1923-1999), zwemster
- Dick Stins (1914-1984), beeldhouwer
- Maren Stoffels (1988), kinderboekenschrijfster
- Puck Stoffels (1912-2002), verpleegkundige en verzetsstrijdster
- Co Stompé (1962), darter
- Theodoor Jan Stomps (1885-1973), botanicus
- Barend Joseph Stokvis (1834-1902), arts en hoogleraar
- Benno Stokvis (1901-1977), Tweede Kamerlid, advocaat
- Frans Stoppelman (1921-2007), persfotograaf
- Lidy Stoppelman (1933), kunstschaatsster
- Marie Stoppelman (1914-1994), hoogleraar
- Sjaak Storm (1961), keeperstrainer en voormalig voetballer
- Co Stout (1948), voetballer
- Dennis Straat (1970), politicus
- Sophie Straat (= Sophie Schwartz) (1994), zangeres
- Enzo Stroo (1994), voetballer
- Devika Strooker (1963), actrice
- Jo Stroomberg (1919-1984), zwemster
- Maxime Struijs (1994), handbalster
- Jaantje Struik (1848-1908), oplichtster
- Jan Stulen (1942), dirigent en muziekpedagoog
- Bep Sturm-van den Bergh (1919-2006), beeldhouwster
- Koert Stuyf (1938-2020), danser, choreograaf en danspedagoog
- Louis Stuyt (1914-2000), minister, internist
- Nico van Suchtelen (1878-1949), schrijver, dichter, vertaler en uitgever
- Jacoba Surie (1879-1970), kunstschilderes
- Ruud Suurendonk (1943), voetballer
- Ko Suurhoff (1905-1967), politicus
- Dick Swaab (1944), arts en neurobioloog
- Abram de Swaan (1942), socioloog
- Carrie de Swaan (1946-2010), documentairemaakster
- Jan Swammerdam (1637-1680), entomoloog
- Verti Swaneveld (Verti Dixon) (1925-1969), omroepster
- Hélène Swarth (1859-1941), dichteres
- Cornelis Sweerts (1669-1749), toneelschrijver, liedschrijver
- Hieronymus Sweerts (1629-1696), dichter
- Elvira Sweet (1957), politica
- Cor Swerissen (1956), voetballer
- Hans van Swol (1914-2010), tennisser, rugbyspeler, (televisie)dokter
- Sarah Sylbing (1980), documentairemaakster en omroepbestuurder
- Joyce Sylvester (1965), politica
- Zsolt Szabó (1961), directeur, voormalig VVD-politicus

### T
- Trixie Tagg (1948), Australisch-Nederlands voetbalster en voetbalbondscoach
- Max Tailleur (1909-1990), moppentapper, humorist
- Max Tak (1891-1967), musicus, componist, journalist
- Kees Tamboer (1939-2025), journalist en auteur
- Elly Tamminga (1896-1983), kunstschilderes en ondernemer
- Pascal Tan (1993), skater, acteur, presentator en kunstenaar
- Louis Tas (1920-2011), psychiater en psychotherapeut
- Sal Tas (1905-1976), journalist en politicus
- André Taurel (1833-1866), lithograaf
- Augustin Taurel (1828-1879), schilder, tekenaar
- Benoit Taurel (1794-1859), graveur en etser
- Edouard Taurel (1824-1892), graveur en etser
- Wally Tax (1948-2004), zanger en componist
- Lijsbeth Teding van Berkhout (1946), edelsmid, sieraadontwerper, beeldhouwer
- Ed van Teeseling (1924-2008), beeldhouwer
- Jan Teeuwisse (1955), kunsthistoricus, museumdirecteur
- Carry Tefsen (1938), actrice
- Alain Teister (1932-1979), schrijver en schilder
- Joseph Teixeira de Mattos (1892-1971), kunstschilder
- Marie-Louise Teixeira de Mattos (1899-1984), grootmeesteres van koningin Juliana
- Kay Tejan (1997), voetballer
- Adnan Tekin (1972), ambtenaar, politicus en bestuurder
- Boris Tellegen (1968), beeldend kunstenaar en graffitischrijver, bekend als Delta
- Coenraad Jacob Temminck (1778-1858), patriciër en zoöloog
- Bas van den Tempel (1905-1992), jurist en politicus
- Alfred Tepe (1840-1920), architect
- Aggie Terlingen (= Agnes Nieuwint) (1949), cabaretière
- Henk Terlingen (1941-1994), presentator
- Alexandra Terlouw-van Hulst (1935-2017), schrijfster
- Eddy Terstall (1964), filmregisseur
- Arthur Tervooren (1871-1951), journalist en fotograaf
- Willemien Testas (1876-1931), kunstenaar
- Amber Teterissa (1979), actrice
- Brian Tevreden (1981), voetballer
- Emile den Tex (1918-2012), geoloog en hoogleraar
- Kees den Tex (1916-1997), beeldend kunstenaar
- Ed van Thijn (1934-2021), politicus; burgemeester van Amsterdam 1983-1994
- Theo Thijssen (1879-1943), politicus, schrijver
- Raymond Thiry (1959), acteur
- Amerigo Thodé (1950-2023), Curaçaos politicus
- Bep Thomas (1939), voetbalscheidsrechter
- Fred Thomas (1906-1959), journalist en schrijver
- Haye Thomas (1936-1996), (televisie)journalist
- Frits Thors (1909-2014), nieuwslezer
- Joannes Pieter van Tienhoven (1876–1950), bankier
- Piet Tiggers (1891-1968), muziekcriticus en operadirecteur
- Eric van Tijn (1956), muziekproducer
- Liede Tilanus (1871-1953), politica, socialiste en feministe
- Magda van Tilburg (1954), illustratrice en grafisch ontwerpster
- Michael Timisela (1986), voetballer
- Jan Timman (1951), schaker
- Coby Timp (1930; geb. als Jacoba Toele), actrice
- Herman Tjeenk Willink (1942), vicepresident Raad van State
- Jeroen Tjepkema (1970), nieuwsredacteur, nieuwslezer
- Ronald Tolman (1948), beeldend kunstenaar
- Cheyenne Toney (1994), zangeres en theatermaakster
- Lammert van der Tonge (1871-1937), kunstschilder
- Clarence van der Tonge-Koster (1878-1943), vertaler
- Hummie van der Tonnekreek (1945-2022), (roddel)journaliste en programmamaakster
- Willem den Toom (1928-2007), predikant en theoloog
- Margje Toonder-Herblot (1908-1991), schrijfster en schilderes
- Christine Toonstra (1966), atlete
- Joost van den Toorn (1954), beeldhouwer
- Willem van Toorn (1935-2024), dichter, romanschrijver en vertaler
- Waldemar Torenstra (1974), acteur, presentator
- Johannes Torrentius (= Jan Simonsz. van der Beeck) (1588/89-1644), kunstschilder
- Anton Toscani (1901-1984), snelwandelaar
- Karim Touzani (1980), voetballer
- Emanuel Tov (1941), bijbeldeskundige; hoogleraar in Jerusalem
- Freddie Tratlehner (1983), rapper, bekend als Vieze Fur
- Anton Trautwein (1851-1919), schilder en decorateur
- Jamie Trenité (1990), presentator (zoon van Linda van Dijck)
- Maarten Treurniet (1959), filmregisseur
- Sara Troost (1732-1803), kunstenares
- Giovanni Troupée (1998), voetballer
- Aleid Truijens (1955), schrijfster en columniste
- Orlando Trustfull (1970), voetballer
- Quinty Trustfull (1971), televisiepresentatrice
- Olivier Tuinier (1982) acteur
- Kees Tulleken (1940), emeritus-hoogleraar neurochirurgie
- Nicolaes Tulp (1593-1674), arts en burgemeester
- Frits van Turenhout (1913-2004) voetbaluitslagenlezer
- Jayden Turfkruier (2002), voetballer
- Peter Marius Tutein Nolthenius (1814-1896) politicus
- Calvin Twigt (2003), voetballer

### U
- Juliann Ubbergen (1990) acteur
- Liesbeth den Uyl-van Vessem (1924-1990), activiste, publiciste en politica
- Maurits Uyldert (1881-1966) letterkundige en journalist

### V
- Joost Váhl (1939-2024), stedenbouwkundige
- Jahri Valentijn (1984), voetballer
- Johan Valk (1889-1959), acteur
- Reiky de Valk (2000-2023), acteur
- Arsenio Valpoort (1992), voetballer
- Cherrie Vangelder-Smith (1949-2023), zangeres
- Mozes Salomon Vaz Dias (1881-1963), journalist en oprichter van een persbureau
- Constant Vecht (1947-2020), journalist en kunsthandelaar
- Gerrit van der Veen (1902-1944), beeldhouwer
- Remco van der Veen (1973), fotomodel
- Sven van Veen (DJ Sven) (1961), radio-dj
- Willemijn Veenhoven (1974), radio- en tv-presentatrice
- Djoeke Veeninga (1953), schrijfster, journaliste en programmamaker
- Cornelia van der Veer (1639 - ca. 1704), dichteres
- Holkje van der Veer (1960-2022), agoge, theologe en schrijfster
- Nel Veerkamp (1928-2010), docusoapster
- Marko Vejinović (1990), voetballer
- Lieke Veld (1985), radiopresentatrice
- Jan van den Velden (1768-1854), politicus
- Nick van der Velden (1981), voetballer
- Ruud van der Velden (1964), politicus
- Aat Veldhoen (1934-2018), kunstschilder
- David Veldhoen (1957), kunstenaar
- Gala Veldhoen (1971), advocate, rechter en politica
- Elijah Velland (2003), voetballer
- Jan Velthuyse (1928), priester
- Frans Vera (1949), bioloog
- Phoebus Hitzerus Verbeek (1827-1894), jurist en politicus
- Sem Verbeek (1994), tennisspeler
- Gerdi Verbeet (1951), politica, voorzitter Tweede Kamer
- Coen Verbraak (1965), journalist en programmamaker
- Hugo Verdaasdonk (1945-2007), literatuurwetenschapper en thrillerschrijver
- Koos Verdam (1915-1998), jurist, minister en commissaris van de Koningin in Utrecht
- Ernst Verduin (1927-2021), Auschwitzoverlevende
- Harry Verheij (1917-2014), politicus en verzetsstrijder
- Emmy Verhey (1949), violiste
- Soraya Verhoeve (1997), voetbalster
- Paul Verhoeven (1938), filmregisseur
- Sophie Verhoeven (1970), journaliste en presentatrice NOS journaal
- Eduard Verkade (1878-1961), acteur, producer
- Ruud Verkuijlen (1960), politicus
- Nico Verlaan (1932), ondernemer, politicus
- Kenneth Vermeer (1986), voetbaldoelman
- Harry Vermeegen (1950), televisiepresentator, programmamaker
- Julius Vermeulen (1953-2024), galeriehouder
- Wiet Verschure (1924-2009), wethouder
- Nelly Verschuur (1921-1994), zangeres
- Greet Versterre (1937-2016), atlete
- Geoffrey Verwey (1982), voetballer
- Margaretha Verwey (1867-1947), textielkunstenaar
- Hendrik Verwoerd (1901-1966), Zuid-Afrikaans politicus (premier)
- Anouk Vetter (1993), atlete
- Nicolaas Veul (1984), programmamaker en presentator
- Jacob Vincent (1868-1953), beiaardier
- Jo Vincent (1898-1989), zangeres (sopraan)
- Simon Vinkenoog (1928-2009), schrijver
- Henri Viotta (1848-1933), componist en dirigent
- Joannes Josephus Viotta (1814-1859), arts en musicus/componist
- Julius Vischjager (1937-2020), politiek journalist (The Daily Invisible)
- Anna Roemers Visscher (1583-1651), dichteres en glasgraveerster
- Maria Tesselschade Roemers Visscher (1594-1649), dichteres, zangeres en glasgraveerster
- Roemer Visscher (1547-1620), graankoopman en dichter
- Jacques Visschers (1940-2020), voetballer bij NAC
- Ad Visser (1926-2010), voetballer
- Ad Visser (1935), voetballer
- Ad Visser (1947), presentator
- Erik Visser (1935-1997), politicus
- Jaap Visser (1950), voetballer
- Mien Visser (1907-1977), hoogleraar landbouwhuishoudkunde
- André Vlaanderen (1881-1955), grafisch kunstenaar
- Hans Vlek (1947-2016), dichter
- Gini Vlieger (1938-2018), pianist
- Stefanie van Vliet (1967), D66-politica
- Tilly van Vliet (1879-1960), schilderes
- Bernardus Reinierus Franciscus van Vlijmen (1843-1919), militair, politicus, publicist
- Paul van Vlissingen (1797-1876), industrieel, ondernemer
- Lucretia van der Vloot (1968), actrice, zangeres
- Willem de Vlugt (1872-1945), ondernemer, politicus, burgemeester van Amsterdam
- Jessica Voeten (1956), schrijfster en journaliste
- Carol Voges (1925-2001), striptekenaar en illustrator
- Johan Volkerijk (1937-2023), grafisch ontwerper en illustrator
- Wim Volkers (1899-1990), voetballer en sportbestuurder
- Joost van den Vondel (Keulen 1587-1679) dichter/toneelschrijver
- Henk Vonhoff (1931-2010), VVD-politicus
- Corry Vonk (1901-1988), revuester en cabaretière
- Joop Voogd (1916-1983), PvdA-politicus
- René van Vooren (= René Sleeswijk jr.) (1931-1998), acteur, komiek, producent
- Sarina Voorn (1980), zangeres en actrice
- Karel Voous (1920-2002), bioloog en hoogleraar
- Lou Vorst (1903-1987), opperrabbijn
- Frans Vorstman (1922-2011), acteur
- Elles Voskes (1964), zwemster
- Lars Voskuil (1967), politicus
- Jonathan Vosselman (1984), voetballer
- Tom Voûte (1936-2008), kinderarts en hoogleraar kinderoncologie
- Joël Vredenburg (1866-1943), (opper)rabbijn
- Henk Vreeling (1910-1965), beeldhouwer
- Frans de Vreng (1898-1974), olympisch wielrenner
- Wim de Vreng (1930-1980), zwemmer
- Annette de Vries (1954), schrijfster
- Danny de Vries (1974), CDA-politicus
- Edwin de Vries (1950), acteur, regisseur
- Erik de Vries (1912-2004), persfotograaf, televisieregisseur
- Jan de Vries (1890-1964), germanist en volkskundige
- Leo de Vries (1932-1994), beeldhouwer
- Rob de Vries (1943-2018), voetballer
- Sheila de Vries (1949), modeontwerpster
- James Vrij (1951), bokser
- Coen van Vrijberghe de Coningh (1950-1997), acteur
- Gerard Vrint (1870-1954), beeldhouwer
- Martijn Vroom (1975), politicus
- Ed Vijent (1963-2001), voetballer
- Florian Vyent (1961-1989), voetballer
- Bert Vuijsje (1942), journalist en schrijver
- Herman Vuijsje (1946), socioloog en schrijver
- Robert Vuijsje (1970), journalist en schrijver
- Jet van Vuuren (1956), thrillerschrijfster
- Sergio Vyent (1970), televisiepersoonlijkheid

### W
- Simon de Waal (1961), (tekst)schrijver
- Jopie Waalberg (1920-1979), zwemster
- Joan van der Waals (1920-2022), hoogleraar natuurkunde
- Viggo Waas (1962), acteur, cabaretier, zanger, schrijver
- Bartel Leendert van der Waerden (1903-1996), wiskundige
- Django Wagner (1970), zanger
- Tini Wagner (1919-2004), zwemster
- Bilal Wahib (1999), acteur en zanger
- Gerard Walden (1909-2005), acteur, revueartiest
- Willy Walden (1905-2003), acteur, komiek, presentator
- Ezra Walian (1997), voetballer
- Hugo Walker (1933-2015), sporter, sportverslaggever
- Herman Tammo Wallinga (1925-2018), hoogleraar oude geschiedenis
- Anne Wallis de Vries (1988), actrice
- Sanne Wallis de Vries (1971), cabaretière
- Wim Wama (1918-1986), acteur, revueartiest
- Jan Wandelaar (1690-1759), etser, graveur, kunstschilder
- Gert-Jan de Warm (1967), acteur
- Rogier van de Weerd (1983), acteur, regisseur
- Helena van Weering-Mulder (1905), verzetsvrouw
- Franc Weerwind (1964), politicus, burgemeester
- Gerrit van Weezel (1882-1942), componist en dirigent
- Max van Weezel (1951-2019), journalist en politicoloog
- Natascha van Weezel (1986), documentairemaakster, publiciste en columniste
- Ruut Weissman (1955), theaterregisseur
- Frans Weisz (1938), film- en televisieregisseur
- Géza Weisz (1986), acteur
- Lisette Wellens (1987), verslaggeefster en tv-presentatrice
- Christiaan Welmeer (1742-1814), beeldhouwer
- Sandy Wenderhold (1968), uitgeefster
- Paulus Antonius Wennekers (1789-1823), missionaris in Suriname
- Frans Werner (1879-1955), beeldhouwer
- Annie Wesling (1888-1957), actrice
- Hendricus Wessel (1887-1977), atleet
- Ditte Wessels (1937), kunstenaar
- Koen Wessing (1942-2011), fotograaf
- Juvat Westendorp (1989), acteur, danser
- Ed van Westerloo (1938-2019), journalist; was hoofdredacteur van het NOS-journaal
- Els van Westerloo (1945), keramiste
- Fons van Westerloo (1946), journalist en ondernemer
- Gerard van Westerloo (1942), keramist, beeldhouwer en schilder
- Gerard van Westerloo (1943-2012), journalist en schrijver
- Willem Westerman (1864-1935), bankier
- Bas Westerweel (1963), presentator
- Willy Westerweel (1908-1999), onderwijzeres en verzetsstrijdster
- Erna Westhelle (1925), zwemster
- Roel Wever (1962), politicus
- Gerard Wiegel (1926-2017), striptekenaar
- Hans Wiegel (1941-2025), politicus
- Gregory van der Wiel (1988), voetballer
- Joy Wielkens (1980), actrice en zangeres
- Jan Wienese (1942), roeier
- Ferry Wienneke (1929-1988), muzikant en orkestleider
- Abe Wiersma (1994), roeier
- Bram Wiertz (1919-2013), voetballer
- Pauline Wiertz (1955-2019), beeldend kunstenares
- Eva Wiessing (1964), journaliste
- Martin Wiggemansen (1957-2021), voetballer
- Rien van Wijk (1939-2024), regisseur en producer
- Elsje de Wijn (1944), actrice
- Juliëtte de Wijn (1962), actrice (Cora van Mora)
- Nicolaas Wijnberg (1918-2006), kunstschilder en choreograaf
- Jip Wijngaarden (1964), actrice en kunstschilderes
- Jeroen van Wijngaarden (1978), politicus
- David Wijnkoop (1876-1941), politicus
- Joseph Wijnkoop (1842-1910), (opper)rabbijn en hebraïcus
- Marianne van Wijnkoop (1945-2022), actrice en casting director
- Harry Wijnschenk (1964), voormalig Tweede Kamerlid LPF
- Carly Wijs (1966), actrice
- Joop Wildbret (1946), voetballer
- Mannin de Wildt (1970), regisseur
- Wimie Wilhelm (1961-2023), actrice
- Paul Wilking (1924-2005; beter bekend als Pistolen Paultje), verzetsstrijder, dierenrechtenactivist, crimineel
- Syberich Willems (onbekend - ca. 1532), de facto minister in Denemarken
- August Willemsen (1936-2007), schrijver en vertaler
- Marien Willemsen (1984-2023), voetballer
- Hans van Willigenburg (1942), presentator
- Carel Willink (1900-1983), kunstschilder
- Daniël Willink (1676-1722), dichter, schrijver en wijnhandelaar
- Jan Wilmans (1914-2005), politicus
- Roos Wiltink (1997), actrice
- Lies de Wind (1920-2002), actrice
- Sophie van Winden (1983), actrice
- Howard Wing (1916-2008), Chinees wielrenner
- Anja Winter (1956), actrice
- Wouter de Winther (1979), journalist
- Tex de Wit (1986), cabaretier, tekstschrijver, acteur en schaker
- Carel Godfried Withuys (1794-1865), schrijver en dichter
- Ernst Witkamp (1854-1897), schilder
- Cor Witschge (1925-1991), acteur (Pipo)
- Richard Witschge (1969), voetballer
- Rob Witschge (1966), voetballer
- Miljuschka Witzenhausen (1985), videojockey, actrice, model, tv-kok
- Jeroen Woe (1981), cabaretier, muzikant, theaterregisseur en programmamaker
- Martinus Woerdeman (1892-1990), rector magnificus van de Universiteit van Amsterdam
- Annemie Wolff (1906-1994), fotograaf
- Julia Wolff (1971), televisieproducente
- Pieter de Wolff (1911-2000), directeur van het Centraal Planbureau
- Gerrit Jan Wolffensperger (1944), politicus en bestuurder
- Sjaak Wolfs (1931-2008), materiaalman van Ajax
- Karina Wolkers (1946), weduwe van de schrijver Jan Wolkers
- Lara Wolters (1986), (euro)politica
- Jan Woltjer (1891-1946), astronoom
- Wout Woltz (1932), journalist; van 1983-1989 hoofdredacteur NRC Handelsblad
- Joop Worrell (1938-2022), politicus
- Jim van der Woude (1948-2023), acteur
- Kees Woudenberg (1883-1954), vakbondsman en politicus
- Marlène de Wouters (1963), Vlaams tv-presentatrice, journaliste en publiciste
- Loes Wouterson (1963), actrice, schrijfster
- Christine Wttewaall van Stoetwegen (1901-1986), politica
- Ed Wubbe (1957), choreograaf, artistiek leider Scapino Ballet
- Marie Wuytiers (1865-1944), schilderes en tekenares

### Y
- Erica Yong (= Erica van der Leuv) (1969-2021), zangeres
- Serge Yoro (1999), schaatser
- Young Ellens (1993), rapper
- Renger Ypenburg (1971), wielrenner
- Dilan Yurdakul (1991), actrice
- Willem IJzerdraat (1872-1948), beeldhouwer

### Z
- Wim Zaal (1935-2021), journalist, publicist, dichter en recensent
- Rowin van Zaanen (1984), voetballer
- Annie Nicolette Zadoks-Josephus Jitta (1904-2000), archeologe en kunsthistorica
- Yassine Zakir (1997), voetballer
- Philip Van Zandt (1904-1958), acteur
- Michel Zanoli (1968-2003), wielrenner
- Deyovaisio Zeefuik (1998), voetballer
- Género Zeefuik (1990), voetballer
- Marvin Zeegelaar (1990), voetballer
- Jan Zeegers (1902-1978), atleet
- Oscar Zeegers (1984), acteur
- Kelly Zeeman (1993), voetbalster
- Pieter Adolfse de Zeeuw (1639-1714), architect
- Loes de Zeeuw-Lases (1947-2010), burgemeester
- Bart Zeilstra (Baas B) (1982), rapper
- Cees van Zijtveld (1943-2024), disc jockey
- Valerio Zeno (1984), acteur, presentator
- Anne (Mankes-)Zernike (1887-1972), eerste predikante van Nederland
- Elisabeth Zernike (1891-1982), schrijfster
- Frits Zernike (1888-1966), natuurkundige en Nobelprijswinnaar (1953)
- Wouter van Zeytveld (1923), uitgever en verzetsstrijder in WOII
- Alfred Rudolph Zimmerman (1869-1939), burgemeester
- August Eduard Zimmerman (1861-1926), burgemeester
- Belle Zimmerman (2000), actrice en zangeres
- Emmelie Zipson (1977), actrice, zangeres
- David Zuiderhoek (1911-1993), architect
- Lisa van Zuijlen (1998), model en presentatrice
- Jo Zwaan (1922-2012), atleet
- Erik de Zwart (1957), radio- en televisiemaker en ondernemer
- Joan de Zwart-Bloch (1959), burgemeester
- Zwarte Riek (1924-2016; pseudoniem van Rika Jansen), actrice en volkszangeres
- Theodorus Zwartkruis (1909-1983), 1966-1983 R.K. bisschop van Haarlem
- Cees van Zweeden (1915-2003), verzetsstrijder, volleyballer en bondscoach
- Jaap van Zweden (1960), violist, dirigent
- Bernard Zweers (1854-1924), componist
- Ron Zwerver (1967), volleyballer
- Richard van Zwol (1965), staatsraad
- Frans Zwollo jr. (1896-1989), edelsmid en sieraadontwerper
- Frans Zwollo sr. (1872-1945), edelsmid
- Maarten Zwollo (1867-1928), graveur, edelsmid en beeldhouwer

## Elders geboren / woonachtig geweest in Amsterdam

### A
- Karin Adelmund (1949-2005), politica, vakbondsbestuurder
- Joop Admiraal (1937-2006), acteur
- Terry Agerkop (1939-2024), Surinaams taekwondoka, gitarist, componist en etnomusicoloog
- Arnold Jan d'Ailly (1902-1967), burgemeester
- Gisèle d'Ailly-van Waterschoot van der Gracht (1912-2013), kunstenares
- Gerry Arling (1961-2025), muzikant
- Willem Arondéus (1894-1943), schrijver, verzetsstrijder

### B
- Jo Baer (1929-2025), Amerikaans kunstenares
- Hans Bayens (1924-2003), beeldhouwer, schilder en boekbandontwerper
- Max Beckmann (1884-1950), kunstschilder
- Samuel Berenstein (1773-1838), opperrabbijn
- Jean Gustave Stanislas Bevers (1852-1909), advocaat, Schaepmanniaans politicus
- Fanny Blankers-Koen (1918-2004), atlete
- Esther de Boer-van Rijk (1853-1937), actrice
- Ferdinand Bol (Dordrecht 1616 - Amsterdam 1680), kunstschilder, etser, tekenaar
- Irma Boom (1960), grafisch ontwerper
- Françoise van den Bosch (1944-1977), beeldend kunstenares
- Majoor Bosshardt (1913-2007), heilsoldate Leger des Heils
- Hafid Bouazza (1970-2021), schrijver en vertaler
- Aaf Bouber (1885-1974), actrice
- Mies Bouhuys (1927-2008), schrijfster
- Maria Bouwmeester (1885-1956), feministe en vakbondsbestuurster
- Hugo Brandt Corstius (1935-2014), schrijver
- George Hendrik Breitner (1857-1923), kunstschilder en fotograaf
- Martin Bril (1959-2009), columnist, schrijver en dichter
- Adrian Brine (1936-2016), Brits-Nederlands toneelregisseur en acteur
- Herman Brood (1946-2001), muzikant en kunstschilder
- Stanley Brouwn (1935-2017), Surinaams kunstenaar
- Martin Brozius (1941-2009), acteur, presentator en grappenmaker
- Boudewijn Büch (1948-2002; geb. als Buch), schrijver, verzamelaar

### C
- Simon Carmiggelt (1913-1987), schrijver, columnist
- Jonas Castelijns (1971-1997), arts, wetenschapper
- Jan de Cler (1915-2009), artiest en huisarts
- Arthur Conley (1946-2003), soulzanger
- Kitty Courbois (1937-2017), actrice
- Jan Cremer (1940-2024), schrijver

### D
- Josine van Dalsum (1948-2009), actrice
- Billy Dans (1991), muziekartirest
- Paul Deen (1915-1990), acteur
- Antoon Derkinderen (1859-1925), kunstschilder, lithograaf, ontwerper
- Joost Divendal (1955-2010), journalist en auteur
- J.H. Donner (1927-1988), schaker
- Mary Dresselhuys (1907-2004), toneelspeelster
- Maurice Dumas (1878-1937), zanger en humorist

### E
- Abdullah El Baoudi (1986-2012), acteur
- Norbert Elias (1897-1990), Duits-Brits socioloog

### F
- Fabiola (1946-2013), Duits-Belgisch performancekunstenaar
- Bobby Farrell (1949-2010), Arubaans zanger van Boney M.
- Stefan Felsenthal (1933-2007), acteur, regisseur
- Bob Fosko (1955-2020), muzikant, acteur, pseudoniem van Geert Timmers
- Anne Frank (1929-1945), schrijfster en Holocaustslachtoffer
- Simon Franke (1880-1957), schrijver

### G
- Miep Gies (1909-2010), helper van onderduikers in het Achterhuis
- Goa Gil (1951-2023), Amerikaans diskjockey
- Theo van Gogh (1957-2004), filmregisseur en columnist
- Hendrikus Jacobus Gorter (1874-1918), wielrenner, schaatser en schaatsenfabrikant
- Frank Govers (1932-1997), modeontwerper
- Ger van der Grijn (1924-2011), acteur
- George Groot (1942-2024), cabaretier en tekstdichter

### H
- Hella Haasse (1918-2011), schrijfster
- Tol Hansse (1940-2002; pseudoniem van Hans van Tol), cabaretier, kunstschilder en zanger
- Jan Frederik Hartsuiker (1913-2003), jurist
- Egbert van Hees (1946-2017), regisseur
- Johannes Heesters (1903-2011), acteur, operettezanger
- Albert van den Heuvel (1932), theoloog en omroepbestuurder
- Tonio Hildebrand (1931-2005), autocoureur
- Ernst Denny Hirsch Ballin (1898-1975), hoogleraar aan de UvA en jurist
- Wim Hogenkamp (1947-1989), acteur, tekstschrijver, zanger
- Jodocus Hondius (1563-1612), cartograaf
- Nan Hoover (1931-2008), Amerikaans-Nederlands kunstenares

### I
- Ralph Inbar (1938-2004), televisieregisseur en programmamaker

### J
- John Albert Jansen (1954-2024), documentairemaker en journalist
- Donald Jones (1932-2004), Amerikaans-Nederlands danser, acteur en zanger
- Jacqueline de Jong (1939-2024), beeldend kunstenares
- Johannes Hendricus Jurres (1875-1946), schilder

### K
- Frans Kellendonk (1951-1990), schrijver, vertaler
- Reinier Cornelis Keller (1905-1981), dammer
- Hans Kemmink (1947-2022), modeontwerper
- Hans Kemna (1940-2024), casting-director
- Jan van Kilsdonk (1917-2008), studentenpastor
- Pieter Klaver (1890-1970), voorganger, zendeling, een van de leiders van de Nederlandse Pinksterbeweging
- Theo Kley (1936-2022), beeldend kunstenaar
- Nell Knoop (1899-1971), toneelactrice
- Kokadorus (1867-1934), standwerker
- Gabriel Kolko (1932-2014), Amerikaans historicus
- Hugo Koolschijn (1946-2024), acteur
- Jacques Kopinsky (1924-2003), beeldend kunstenaar
- Adriaan Kortlandt (1918-2009), etholoog
- Hildo Krop (1884-1970), beeldhouwer
- Ton Kuyl (1921-2010), acteur

### L
- Eberhard van der Laan (1955-2017), advocaat, politicus, burgemeester van Amsterdam
- Gerard de Lairesse (1640-1711), kunstschilder
- Manfred Langer (1952-1994), Oostenrijks horeca-ondernemer iT
- Thé Lau (1952-2015), zanger, muzikant en schrijver
- Warren Lee (1944-2017), Amerikaans boekhandelaar
- Jean Leering (1934-2005), museumdirecteur en kunsthistoricus
- Ton Lensink (1922-1997), acteur, schrijver en televisieregisseur
- Jozias Lepoeter (1880-1941), wiskundeleraar

### M
- Gerard Maas (1913-1988), politicus, verzetsstrijder
- Theo Mann-Bouwmeester (1850-1939), actrice
- Jan Floris Martinet (1729-1795), predikant, theoloog, schrijver
- Misha Mengelberg (1935-2017), pianist, componist en Fluxuskunstenaar
- Bea Meulman (1949-2015), actrice
- Mary Michon (1939-2011), programmamaakster, schrijfster en actrice
- Hans van Mierlo (1931-2010), politicus (medeoprichter van D66, minister van Defensie en Buitenlandse Zaken)
- Onno Molenkamp (1923-1990), acteur
- Piet Mondriaan (1872-1944), schilder, woonde van 1892 tot 1912 in Amsterdam
- Harry Mulisch (1927-2010), schrijver
- Robby Müller (1940-2018), cameraman

### N
- Pablo Nahar (1952-2024), Surinaams Nederlands componist en musicus
- Willem Nijholt (1934-2023), acteur, danser en zanger
- Sally Noach (1909-1980), hielp Nederlanders in Lyon tijdens Vichy-regime

### O
- Willem Oltmans (1925-2004), journalist
- Rogier van Otterloo (1941-1988), componist, dirigent

### P
- Schelto Patijn (1936-2007), burgemeester
- Marie Adrien Perk (1834-1916), predikant en schrijver
- Pearl Perlmuter (1915-2008), Amerikaans-Nederlands beeldhouwster
- Henk Pleket (1937-2011), zanger de Havenzangers
- Alexander Pola (1914-1992; pseudoniem van Abraham Polak), acteur, tekstschrijver, komiek
- Henriette Polak (1893-1974), humanistisch bestuurder, firmant en mecenas
- Brian Pollard (1930-2013), Brits fagottist
- Heinz Hermann Polzer (Drs. P) (1919-2015), Nederlands-Zwitsers tekstschrijver
- Max van Praag (1943-2024), filmdistributeur

### R
- Joan Remmelts (1905-1987), acteur, toneelregisseur
- Rembrandt van Rijn (1606-1669), kunstschilder
- Louis Royer (1793-1868), beeldhouwer
- Renate Rubinstein (1929-1990), schrijfster en journaliste
- Theo Ruiter (1911-1965), caféhouder en verzetsstrijder
- Anna Ruysch (1666-1754), schilderes
- Michiel de Ruyter (1607-1676), admiraal

### S
- Ivo Samkalden (1912-1995), rechtsgeleerde en politicus (onder andere burgemeester van Amsterdam 1967-1977)
- Annie M.G. Schmidt (1911-1995), dichteres en (kinderboeken- en toneel)schrijfster
- Duifje Schuitenvoerder (1874-1942), zangeres
- Ramses Shaffy (1933-2009), zanger
- Nina Simone (1933-2003), Amerikaans jazzsinger-songwriter en jazzpianiste
- Joke Smit (1933-1981), feministe
- Johannes Snippendaal (1616-1670), botanicus
- Arthur Sonnen (1946-2024), programmeur en organisator
- Wim Sonneveld (1917-1974), cabaretier en zanger
- Marijke Spies (1934-2013), hoogleraar
- Abraham Staalman (1871-1935), politicus
- Aart Staartjes (1938-2020), acteur
- Michael Stein (1935-2009), journalist
- Coen Stork (1928-2017), diplomaat
- Conny Stuart (1913-2010), zangeres, actrice, cabaretière, musicalster
- Jan Pieterszoon Sweelinck (1562-1621), componist, organist, klavecinist, muziekpedagoog, muziekorganisator en ensembleleider
- André Szász (1932-2017), econoom en bankier

### T
- Philip van Tijn (1940-2025), journalist,  estuurder
- Gerard Thoolen (1943-1996), acteur
- Jan van Toorn (1932-2020), grafisch ontwerper
- Willem Treub (1858-1931), politicus (wethouder)

### U
- Dubravka Ugrešić (1949-2023), Kroatisch essayist, schrijfster en literatuurwetenschapper
- Joop den Uyl (1919-1987), politicus (wethouder en minister-president)

### V
- Hans Verhagen (1939-2020), dichter
- Joost van den Vondel (1587-1679), dichter
- Ton Vorstenbosch (1947-2017), toneelschrijver en scenarist
- Paul de Vrees (1955-2024), lichttechnicus en drummer
- Siem Vroom (1931-1985), acteur
- Willem Vroom (1850-1925), ondernemer

### W
- Jan Baptista Wellekens (1658-1726), schilder en dichter
- Lodewijk Wezeman (1868-1951), burgemeester
- Floor Wibaut (1859-1936), wethouder
- Jules Wijdenbosch (1941-2025). Surinaams politicus en president
- Judy Williams (1944-2024), Brits-Nederlands tafeltennisster
- Willem Wittkampf (1924-1992), journalist, interviewer en auteur
- Ans Wortel (1929-1996), kunstenares, schrijver, dichter